# Glosar feroviar

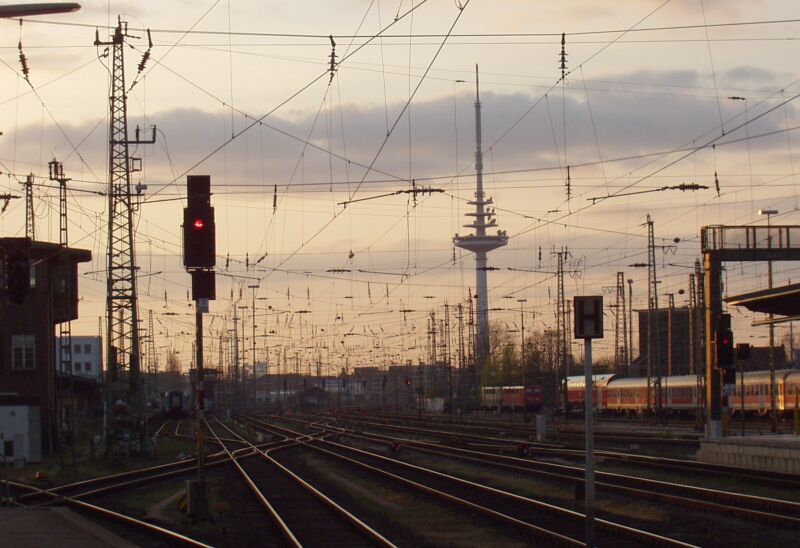
Cale ferată în zona Bremen, cu diferite elemente de comunicații și semnalizare

Acest glosar feroviar conține termeni din domeniul transportului feroviar, materialului rulant și lucrărilor de infrastructură feroviară.

## A
- acar - persoana calificată și autorizată să deservească posturile de macazuri, din stațiile de cale ferată și/sau linie curentă, unde asigură manevrarea macazurilor pentru efectuarea circulației trenurilor și manevrarea vehiculelor feroviare în condiții de siguranță feroviară.
- accident – eveniment neprevăzut cu consecințe dăunătoare și care poate fi: coliziune, deraiere, accident la trecere de nivel, accidentare a personalului produs de materialul rulant în mișcare, incendiu etc.
- accident grav – orice coliziune sau deraiere de trenuri care conduce la decesul cel puțin unei persoane sau rănirea  cel puțin cinci persoane sau se soldează cu pagube importante.
- accident semnificativ - accident care implică cel puțin un vehicul feroviar și care provoacă moartea sau rănirea gravă a cel puțin unei persoane ori pagube semnificative materialului rulant, căii, altor instalații sau mediului ori perturbări importante ale traficului; se exclud accidentele din ateliere, depouri, depozite.
- ac cu articulație - ac de macaz prevăzut cu articulație la călcâiul acestuia.
- ac de macaz – organ mobil al unui macaz, în formă de pană, mobilă la un capăt (piciorul acului) și care are rolul de a ghida roțile materialului rulant de pe o cale pe alta (sinonim: ac  de schimbător).
- ac elastic - ac al cărui călcâi este fixat prin eclisare sau prin sudură de reperul aflat în continuare și la care cursa necesară la vârful acului se obține prin încovoierea lui sub actiunea forței de manevrare.
- acoperire a mișcărilor de manevră - supravegherea personalului care efectuează operațiile de legare, dezlegare; se execută în general de conducătorul manevrei.
- acostament - parte a căii ferate, lângă șine, acoperită cu un strat de balast.
- acostare – accident feroviar produs prin izbirea laterală a două vehicule la trecerea peste un schimbător de cale, când nu sunt respectate condițiile de gabarit.
- adăpost de tunel – nișă amenajată în peretele unui tunel, pentru adăpostirea lucrătorilor în timpul trecerii trenurilor.
- aderență – fenomen care are loc la suprafața de contact dintre roata motoare a unui vehicul și calea de rulare, pe baza căruia se produce rostogolirea roții pe cale.
- administrator infrastructură feroviară - agent economic care întreține infrastructura și sistemele de conducere și control a circulației.
- aerodinam - tren automotor rapid de formă aerodinamică.
- aerotren - vehicul terestru monorai care alunecă cu mare viteză pe o pernă de aer comprimat.
- AFER - vezi Autoritatea Feroviară Română.
- agent – persoană autorizată pentru îndeplinire unei funcții de resposabilitate privind siguranța circulației, cum ar fi: efectuarea manevrei, dirijarea vehiculelor feroviare, lucrări la dispozitivele de siguranță feroviară, precum și activitatea de exploatare comercială.
- Agenția de Investigare Feroviară Română - (AGIFER) organism specializat al Ministerului Transporturilor, apărut prin divizarea AFER și care se ocupă cu cercetarea accidentelor, incidentelor și altor evenimente feroviare.
- Agenția Feroviară Europeană - organizație a Uniunii Europene pentru siguranța feroviară și interoperabilitate.
- AGIFER - vezi Agenția de Investigare Feroviară Română.
- agrafă elastică - piesă din oțel servind la prinderea elastică a șinei de traversă sau de placa suport.
- ajungere din urmă - momentul în care o locomotivă sau un tren ajunge să circule pe aceeași linie cu un alt tren care se deplasează în fața sa, dar cu o viteză mai mică, fiind posibilă o coliziune.
- aliniament – porțiune rectilinie din traseul unei căi de comunicație terestră.
- alunecător - (la ácele macazurilor) piesă de reazem pe care alunecă acul.
- ambranșament - ramificație secundară a unei linii ferate.
- ampatament - distanța dintre axele osiilor extreme ale unui vagon.
- ampriză - lățime totală a fâșiei de teren pe care urmează să se construiască o cale ferată.
- ancoră mediană - dispozitiv de fixare a suspensiei catenare în scopul evitării deplasării acesteia în direcția deplasării locomotivei, ca urmare a forței de frecare dintre pantograf și firul de contact sau datorită greutății proprii (la calea cu declivități).
- aparat de cale – ansamblul compus din macaz, dispozitiv de manevrare (barele de tracțiune și/sau conexiune), inima de încrucișare și șinele de legătură și care asigură trecerea vehiculelor de pe o cale pe alta.
- aparat de rulare - ansamblul format de osiile, roțile, cutiile de unsoare ale unui vehicul feroviar.
- apelul personalului - acțiunea de pregătire a programului de lucru (prelucrarea evenimentelor feroviare recente), verificarea stării de sănătate și a consumului de băuturi alcoolice, verificarea echipamentului individual de protecție, precum și efectuarea unui scurt instructaj de protecție a muncii.
- aplanare – ansamblu de lucrări executate pe terasamentul căii în vederea obținerii unei suprafețe netede.
- arătarea vagoanelor – formular tipizat ce prezintă componența unui tren, vagoanele care se atașează sau se detașează, precum și încărcătura acestora.
- asanarea platformei – uscarea platformeii căii prin îndepărtarea apelor de suprafață cu ajutorul drenurilor sau al straturilor filtrante.
- astereală - căptușeala din lemn a unui vagon acoperit, care se găsește sub caroseria metalică.
- atac fals al unui macaz - situația în care roțile unui tren trec peste partea de semnalizare a unui macaz, fără a trece efectiv peste întregul schimbător, ceea ce poate cauza deraierea sau distrugerea instalațiilor.
- ATC - vezi sistem de control al vitezei.
- autoblocaj - dispozitiv de blocare automată a sistemelor de semnalizare, de macazuri etc.
- autodrezină – drezină autopropulsată.
- automotor - vehicul feroviar cu motor cu ardere internă sau electric, pentru transportul călătorilor (vezi și ramă).
- Autoritatea Feroviară Română - (AFER) organism specializat al Ministerului Transporturilor, desemnat să realizeze inspecția și controlul transporturilor feroviare.
- autorizarea personalului - acțiunea de școlarizare și examinare a anagajaților din cadrul unităților feroviare, care lucrează nemijlocit în funcții de siguranță a circulației, în conformitate cu legile în vigoare.

- autostop – vezi: INDUSI.

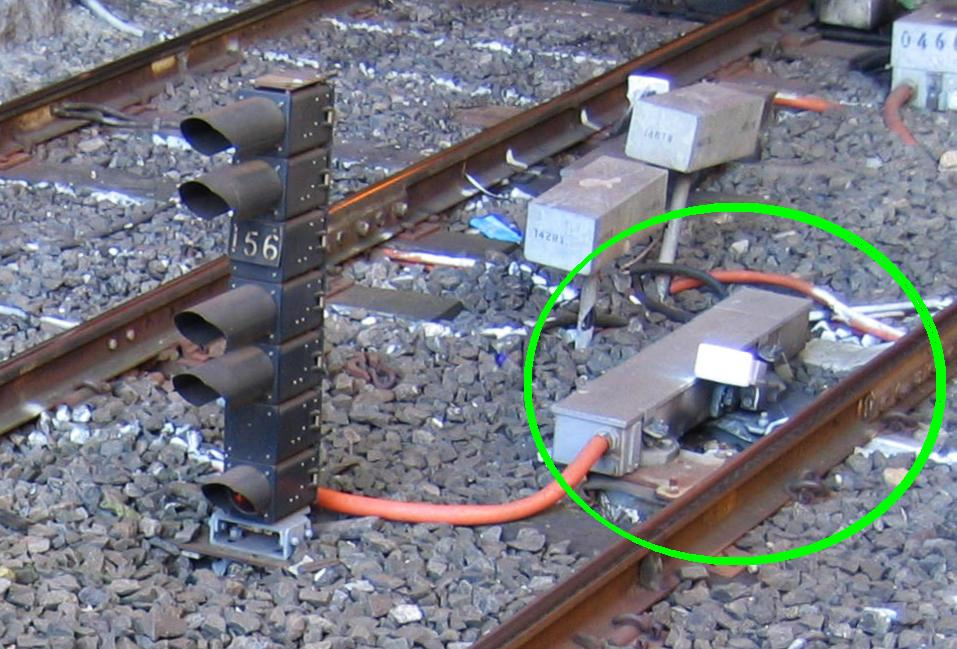
Autostop (încercuit cu verde) împreună cu semnalul asociat

- aviz de plecare - comunicare transmisă de impiegatul de mișcare din stația din care a plecat un tren către stația următoare și care conține ora plecării trenului.
- avizare - înștiințare a personalului privind producerea unui accident sau incident pe infrastructura feroviară.
- axa căii – linia de intersecție dintre suprafața platformei și locul geometric al verticalelor duse prin mijlocul platformei.
- axă zero – linie virtuală cu declivitate constantă, în lungul căreia nu apar lucrări de terasamente.

## B

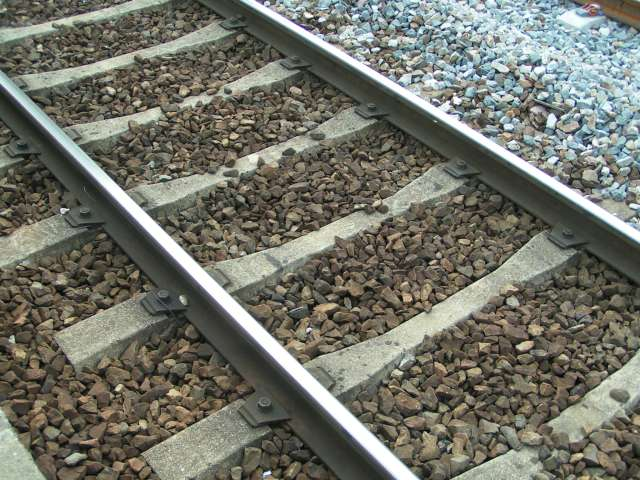
Traverse fixate în balast

- balast – material (piatră spartă, pietriș de râu, zgură de furnal) utilizat ca pat pentru fixarea traverselor căii.
- balastare – operație de așezare a patului de balast, în care se fixează prin buraj traversele căii ferate, și care se efectuează cu balastorul.
- balastor – mașină utilizată pentru balastarea liniilor, care execută ridicarea căii și burarea acesteia.
- baliză avertizoare – semnal montat înaintea semnalului prevestitor, care atrage atenția mecanicului de tren că se apropie de stație; este de culoare albă cu mai multe dungi negre.
- banalizare - sistem de siguranță cu care este dotat un bloc de linie automat care blochează circulația altor trenuri pe același tronson de cale ferată, în aceeași direcție de mers, pentru a se asigura că există întotdeauna un singur tren pe acel tronson de cale ferată într-un anumit moment.
- banchetă:

– fâșie laterală situată de-a lungul căii care reține materialele care ar putea cădea de pe taluzuri;
- canapea în compartimentele vagoanelor.
- bandaj – îmbrăcăminte de oțel care se montează pe janta unei roți pentru a o feri de degradare; are spre interiorul căii o proeminență (buză) și suprafața de rulare conică (vezi și rebandajare).
- bandă de frână – bandă metalică înfășurată pe o parte din periferia unei roți și care, prin strângere, frânează roata.
- BAR - abreviere de la "Buletin de avizare a restricțiilor de viteză" și care este valabil pe o anumită perioadă.
- bară de conexiune - element metalic din componența unui aparat de cale, care are rolul de a menține constantă distanța dintre ácele macazului.
- bară de tracțiune - element metalic de asamblare a barei de conexiune cu dispozitivul de manevrare.
- barieră – dispozitiv mobil, instalat la intersecțiile de nivel ale drumurilor cu căile ferate, pentru  opri circulația pe drum în timpul trecerii trenurilor.
- basculator - dispozitiv care servește la răsturnarea unui vagon(et), pentru a-l goli de conținut.
- BAT - instalație de semnalizare automată amplasată la trecerile la nivel prevăzută cu semibariere și semnalizare optică și acustică pentru avertizarea participanților la trafic în vederea opririi acestora.
- bermă – banchetă lată, excutată pe taluzele rambleelor sau debleelor, pentru mărirea stabilității taluzului.
- bisectoare – distanța dintre vârful unghiului pe care îl fac două aliniamente și curba care le racordează; sevește la trasarea curbei căii.

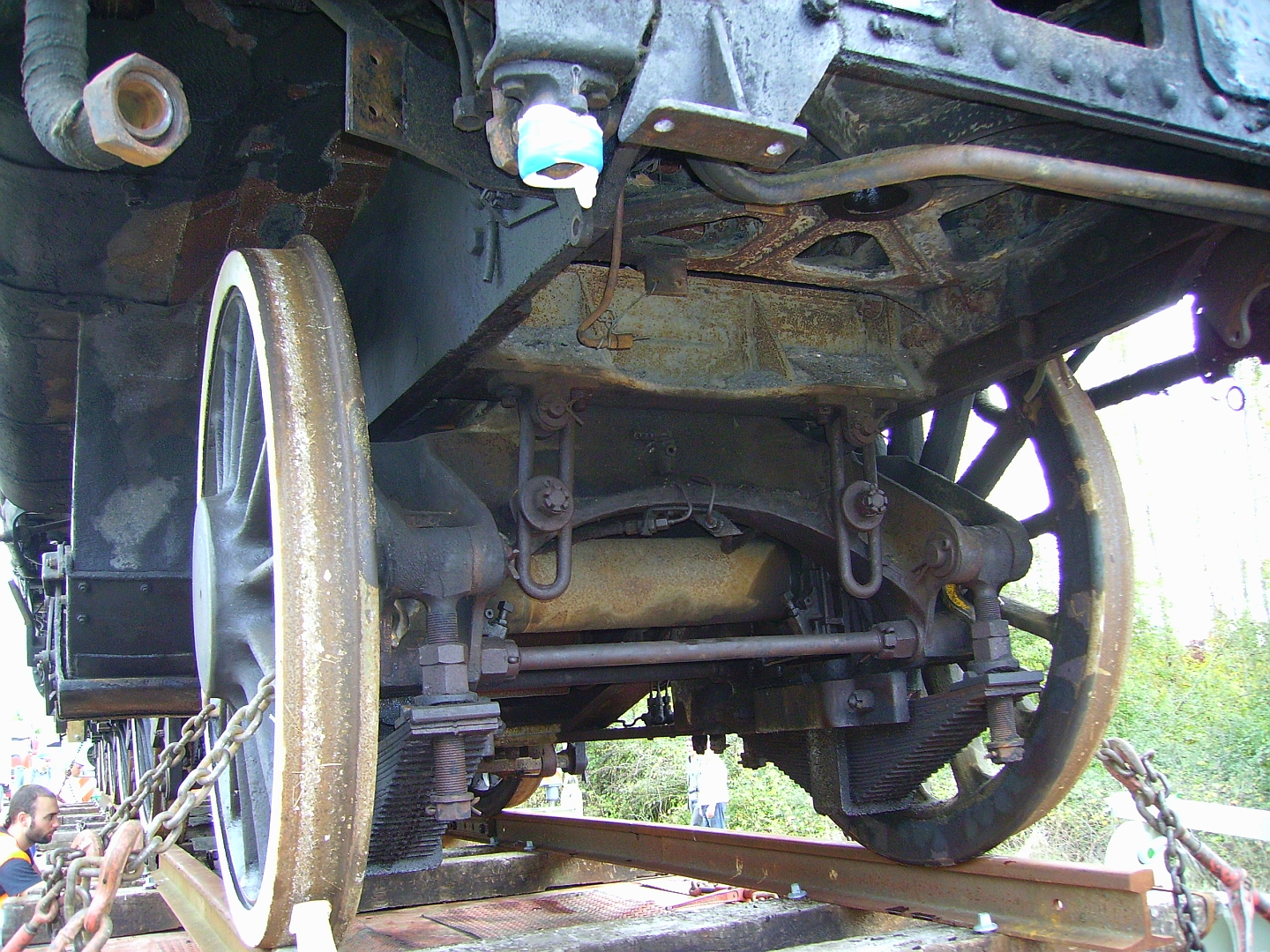
Bisel cu șasiu intern

- bisel – dispozitiv de înscriere în curbe a locomotivelor de viteză mijlocie, format dintr-un cadru triunghiular, având un vârf legat printr-o articulație de șasiul locomotivei și latura opusă acesteia rezemată pe o osie alergătoare.
- BLA - vezi: bloc de linie automat.
- bloc - mecanism care permite manevrarea acelor din cabina acarului sau din stație.
- blocaj – strat de bolovani sau de piatră brută așezat sub patul de balast al căii ferate acolo unde terasamentul nu poate suporta presiuni mari.
- bloc de linie automat⁠(d) - (abreviere BLA) instalație ce permite ocuparea liniei curente de către mai multe trenuri care circulă în același sens de mers pe distanța dintre două stații vecine, prin secționarea acesteia în porțiuni de linie denumite sectoare de bloc de linie automat, acoperite de semnale luminoase; poate fi banalizat (funcționează pe ambele sensuri de mers) sau specializat (funcționează numai pe sensul normal de circulație); vezi și: sector de bloc.
- bloc, instalație de ~ - instalație de cale ferată care servește la siguranța circulației prin automatizarea comenzilor și manevrelor.
- bloc-sistem  – instalație de organizare și reglare a circulației, în sistemul de circulație la interval de timp, folosit pentru a evita orice ciocnire între trenuri care circulă sau manevrează pe aceeași linie.

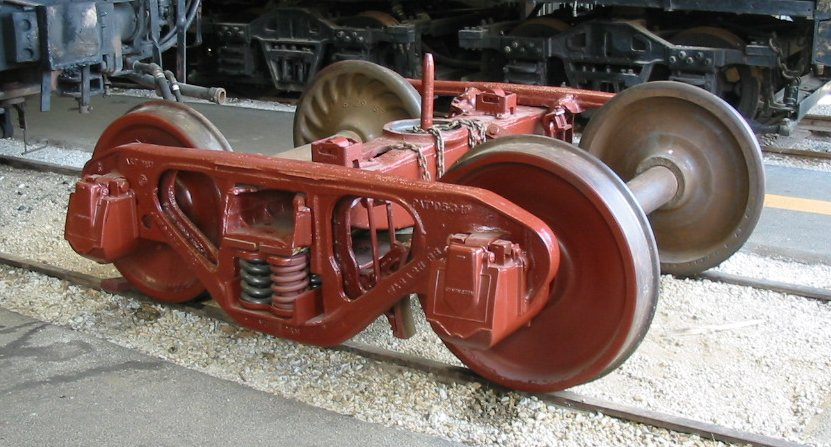
Boghiu de tip "Bettendorf"

Profilul unei roți de tren și respectiv tramvai, partea proeminentă fiind buza bandajului

- boghiu – cărucior constituit dintr-un cadru de oțel, cu două sau mai multe osii, pe care se reazemă șasiul vehiculelor feroviare și care asigură înscrierea acestora în curbe.
- booster - motor cu abur auxiliar, care antrenează roțile libere purtătoare ale unor locomotive cu abur pentru mărirea forței de tracțiune.
- bornă – stâlp așezat pe marginea căii, ce indică distanța până la un punct origine.
- bou-vagon - vagon în care se transportă vitele mari.
- bretelă – sistem de ramificație între două linii paralele, permițând trecerea vehiculelor feroviare de pe o linie pe alta în ambele sensuri.
- brocuri - acumulări de material pe suprafața de rulare a roții unui vehicul feroviar și care pot conduce la rulaj cu trepidații, ruperi de șine, deteriorarea sabotului de frânare etc.
- buncăr - pâlnie de alimentare cu cărbuni a locomotivelor cu aburi.
- burarea căii – operație de îndesare a balastului sub traverse pentru a aduce linia la nivelul stabilit și pentru a se menține în aceeași stare în timpul circulației.
- burduf - perete pliat din piele, cauciuc, pânză, material plastic etc., care se pune între două vagoane de călători, pe punțile de comunicație etc.
- bureză – mașină folosită pentru burarea căii, prevăzută cu ciocane de buraj, care acționează prin vibrare de o parte și de alta a traversei.
- buză (de bandaj) – partea proeminentă a bandajului montat pe roțile vehiculelor de cale ferată, care servește pentru menținerea și ghidarea vehiculului de-a lungul șinei.

## C
- cabină de semnalizare - mică încăpere din care se transmit semnalele feroviare.
- cablu purtător - cablul de oțel care, prin intermediul unor funii de cupru, susține firul de contact la o suspensie catenară.
- cabraj - descărcare a osiilor din față și încărcare suplimentară a celor din spate la o locomotivă electrică, având drept rezultat repartizarea neuniformă a greutății și micșorarea forței de tracțiune prin reducerea folosirii integrale a greutății aderente a locomotivei.
- cale de rulare – o linie care asigură legătura între ambele capete, destinat trenurilor aflate în stații sau locuri indicate în listele de prețuri ca fiind puncte de plecare sau sosire pentru pasageri sau mărfuri.
- cale ferată – mijloc de transport, pentru călători și mărfuri, cu vehicule de construcție specială, ale căror roți le permit rularea pe șine; drumul prevăzut cu șine pe care circulă trenurile.

- cale ferată convențională - categorie care conține căile ferate care nu sunt clasificate ca „linii de mare viteză dedicate” sau „linii ferate de mare viteză modernizate”.
- cale ferată de mare viteză - infrastructură feroviară pe care se poate opera cu viteze de peste 250 km/h, utilizând trenuri de mare viteză.
- cale ferată principală - cale ferată de mare viteză sau cale ferată convențională importantă.

- cale liberă – înțelegere obligatorie, prin telefon sau stație de emisie-recepție, între impiegații de mișcare a două sau mai multor stații, în legatură cu circulația trenurilor între stații, pentru siguranța circulației.

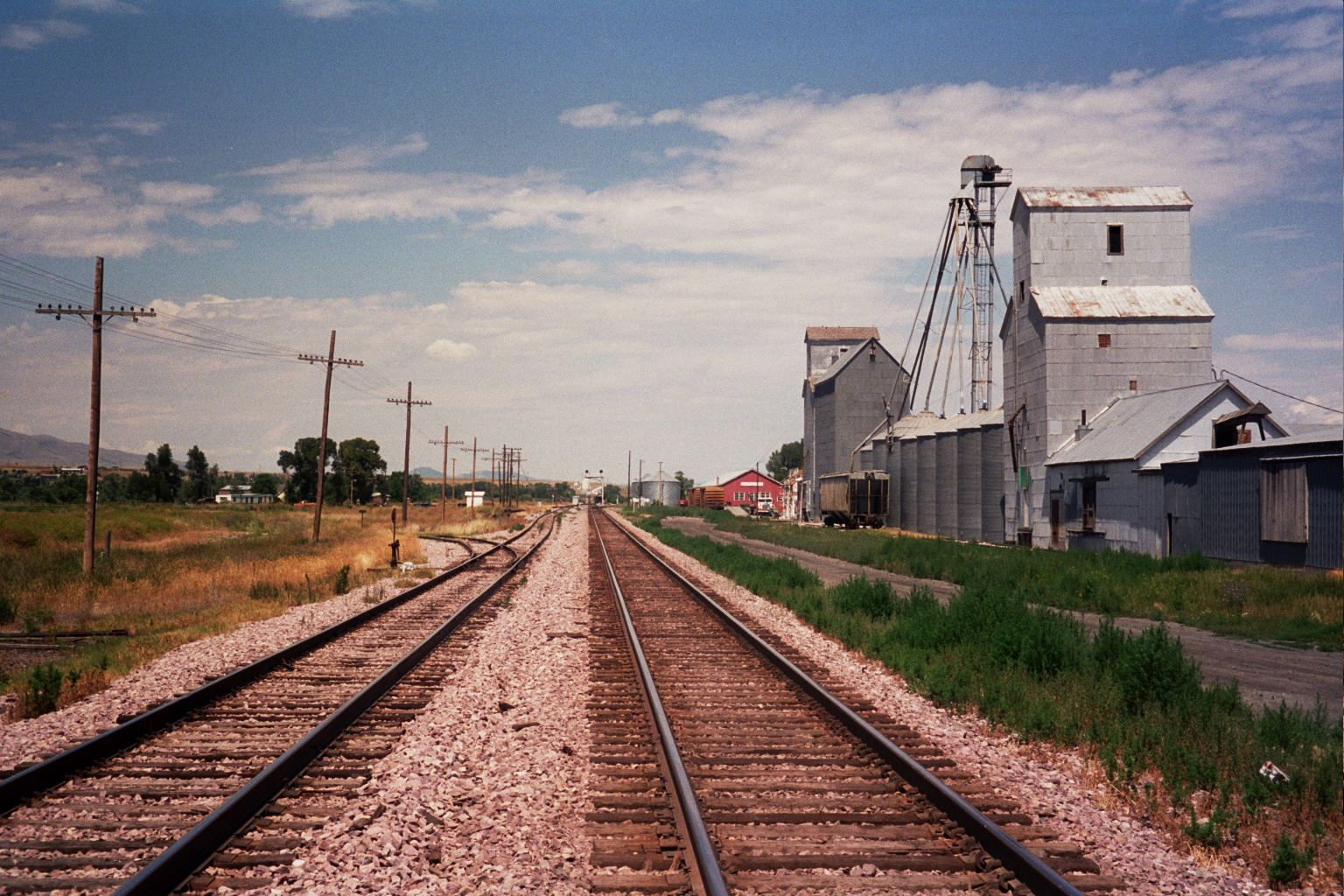
Cale ferată dublă în statul Montana, SUA

- calibru de ecartament – vezi tipar de linie.
- CAM - (comandă automată a macazurilor în triaje) ansamblu de echipamente cu care se comandă și se controlează manevrarea macazurilor la triere, cu respectarea condițiilor de siguranță specifice.
- canton – clădirea situată în vecinătatea unei căi ferate, echipată cu aparate de semnalizare, de protecție și de supraveghere a unei porțiuni din aceasta, servind drept locuință cantonierului însărcinat cu întreținerea căii.
- cantonier - persoană însărcinată cu supravegherea și cu întreținerea unui sector de cale ferată.
- capacitate de circulație – numărul maxim de trenuri de marfă care pot circula pe o secție de circulație într-o perioadă de timp.
- capacitate de prelucrare – numărul maxim de trenuri de marfă pe care le poate compune și descompune o stație tehnică în timp de 24 de ore.
- capacitate de transport – cantitatea maximă de mărfuri care pot fi transportate pe o linie de cale ferată în timp de un an.

- capacitate de transport a unui vagon - greutatea maximă autorizată pe care o poate transporta vagonul.
- capacitate de transport pasageri - numărul de locuri și/sau cușete disponibile într-un vagon de pasageri ("locuri și cușete"), precum și numărul de locuri în picioare autorizate disponibile ("locuri în picioare").

- capacitate de triere – numărul maxim de vagoane care se pot tria în 24 de ore pe cocoașa de triere a unei stații de triaj.
- capsă pocnitoare – cutie cu amestec exploziv utilizată ca semnal pentru oprirea unui tren în cazuri accidentale.
- cartare - grupare a vagoanelor pe diferite linii de descărcare.

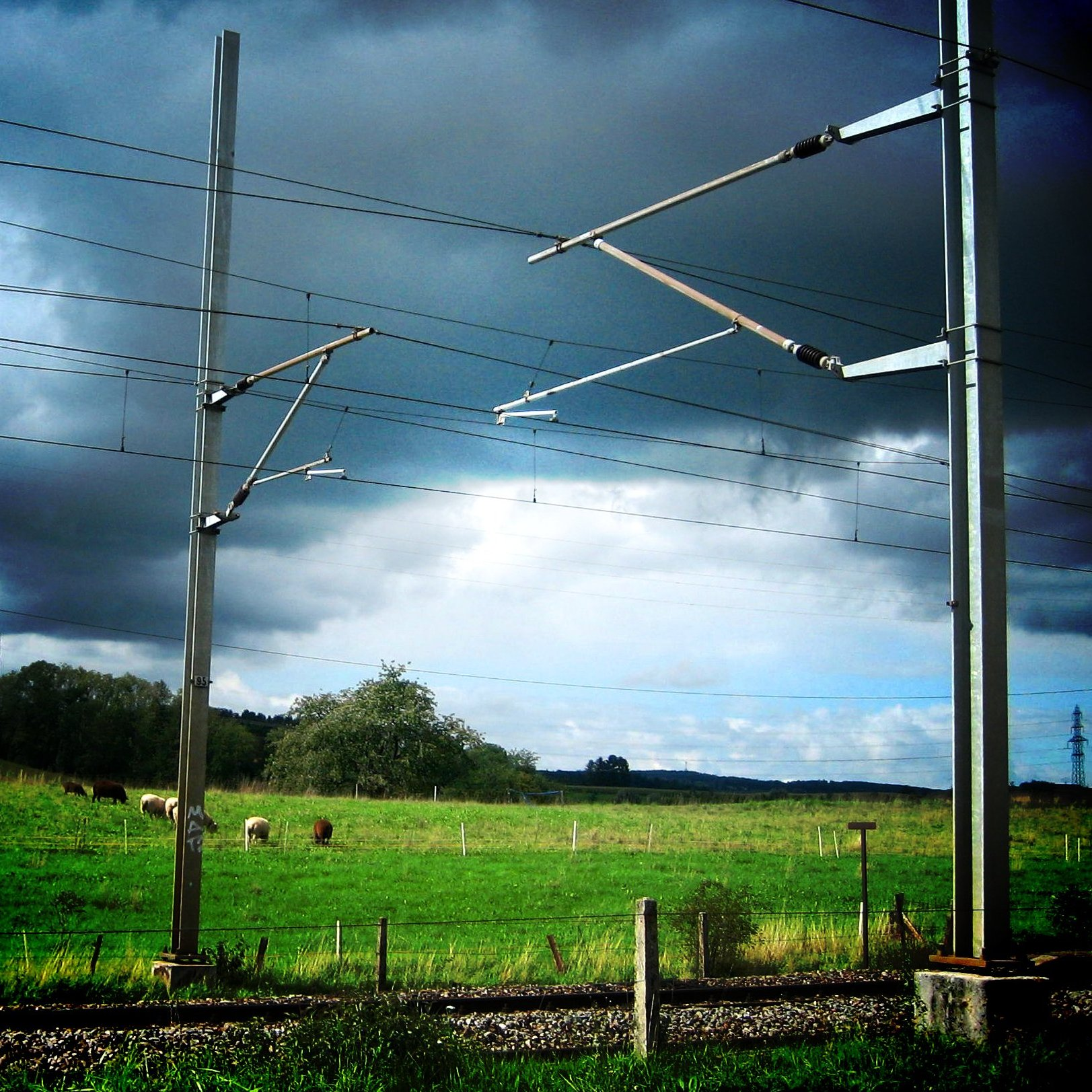
Firul de contact susținut de o suspensie catenară

- catenară, suspensie ~ - sistem de suspendare a liniilor de tracțiune electrică, realizat prin fire verticale sau înclinate prin care linia electrică (firul de contact) este suspendată de unul sau de mai multe cabluri de oțel care o susțin.
- călători-kilometri – indicator care exprimă producția de bază a căilor ferate în traficul de călători, egal cu numărul total de kilometri pacurși de toți călătorii.
- călcâi (al unui macaz) - partea de jos a vârfului de direcționare a macazului, locul unde se realizează trecerea de pe o șină pe alta, astfel încât trenul să poată lua o altă direcție, având un profil specific care asigură o trecere lină și fără vibrații de la o șină la alta.
- cărucior - vehicul de dimensiuni reduse, cu roți de rulare, care se poate deplasa pe linii ferate și care este folosit la transporturi de sarcini relativ mici pe distanțe scurte.
- cântar de locomotive – instalație specială pentru repartizarea greutății locomotivei pe osii după schema de construcție, prin măsurarea încărcării pe fiecare roată.
- cârlig de tracțiune – organ de legătură între locomotivă și vagoanele remorcate.
- CED - vezi: centralizare electrodinamică.
- CEM - vezi: centralizare electromecanică.
- centralizare – instalație pentru mecanizarea și automatizarea operațiilor de pregătire a parcursurilor în vederea primirii, expedierii, formării și descompunerii trenurilor în stațiile de cale ferată.
- centralizare electrodinamică - (CED) ansamblul de echipamente electrice și electronice cu care impiegatul controlează manevrarea și zăvorârea macazurilor în condiții de siguranță, în vederea punerii pe liber a semnalelor mecanice sau luminoase.
- centralizare electromecanică - (CEM) ansamblul de echipamente electromecanice cu care impiegatul controlează manevrarea și zăvorârea macazurilor în condiții de siguranță, în vederea punerii pe liber a semnalelor mecanice sau luminoase.
- centralizare electronică - ansamblu de echipamente electrice, electronice și de tehnică de calcul cu care impiegatul, prin intermediul unei interfețe și a altor componente specifice, comandă și controlează în condiții de siguranță realizarea parcursurilor și punerea pe liber a semnalelor luminoase de circulație sau de manevră.
- cenușar - cutie de metal, așezată sub grătarul focarului unei locomotive cu abur, în care cade cenușa rezultată din ardere.
- cerc de rulare - intersecția dintre suprafața de rulare a roții printr-un plan perpendicular pe axa osiei, situat (în cazul ecartamentului normal) la 750 mm de mijlocul osiei.
- cerul focarului - peretele superior al focarului la unele cazane la locomotive cu abur, confecționat din cupru sau oțel moale.
- ciuperca șinei – partea superioară, îngroșată a unei șine de cale ferată, pe care rulează roțile.
- clasă - denuimire a modului de împărțire a vagoanelor de călători, în funcție de confortul oferit; astfel, vagoanele de clasa I au un confort superior.
- cocoașă de triere – parte mai înaltă într-un triaj prin intermediul căreia vagoanele rulează sub acțiunea gravitației.

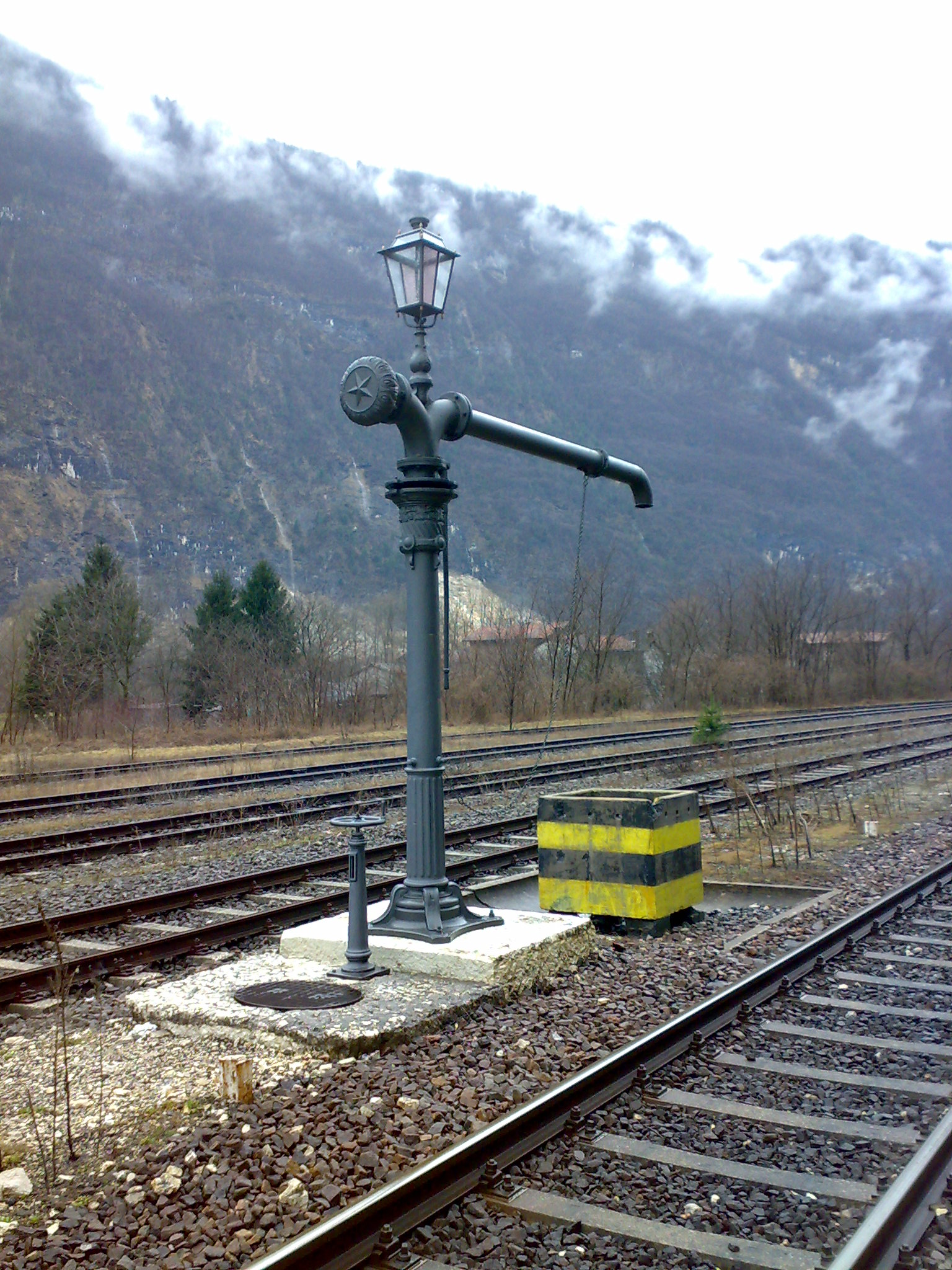
Coloană hidraulică în gara Cismon del Grappa, Italia

- coletărie:

- mărfuri în cantități ușor de mânuit, ambalate și expediate în trenuri sau vagoane speciale;
- tren, vagon care transportă astfel de mărfuri;
- serviciu care primește și expediază colete.
- coloană de manevră - instalație exterioară care permite manipularea locală de către un agent, a macazurilor și semnalelor, în scopul executării unor mișcări de manevră.
- coloană hidraulică – dispozitiv care alimenta cu apă tenderul locomotivelor cu abur.
- comandă - ordin care se transmite scris, verbal sau prin radio de către impiegat în vederea executării parcursului de intrare, ieșire sau trecere a unui tren prin stație sau pe la un post din linie curentă.
- companie feroviară - unitate economică publică sau privată care funcționează în principal ca operator de transport feroviar, administrator de infrastructură sau societate comercială integrată.
- compensarea terasamentelor – egalizarea volumelor de umplutură cu ale celor de săpătură în scopul eficientizării lucrărilor la linii.
- condică portativă - registru aflat în dotarea stației în care se înscriu orele de începere/terminare a lucrărilor de întreținere și reparație a liniilor, aparatelor de cale și instalațiilor de siguranța circulației, respectiv ora de repunere în funcțiune a acestora, precum și consimțământul scris transmis cu număr și oră de către personalul de întreținere linii și/sau instalații, în vederea executării parcursurilor de circulație și manevră.
- conducere centralizată - sistem de circulație a trenurilor utilizat pe unele secții de circulație cu trafic redus în care circulația trenurilor și activitatea de manevră sunt conduse direct de către operatorul de circulație.
- conducta generală - sistem de conducte care transportă aer comprimat prin întregul tren, fiind esențial pentru buna funcționare a sistemului de frânare⁠(d) al trenului; aceasta este conectată la locomotivă și la fiecare vagon al acestuia și este utilizată pentru a controla presiunea aerului comprimat în sistemul de frânare.

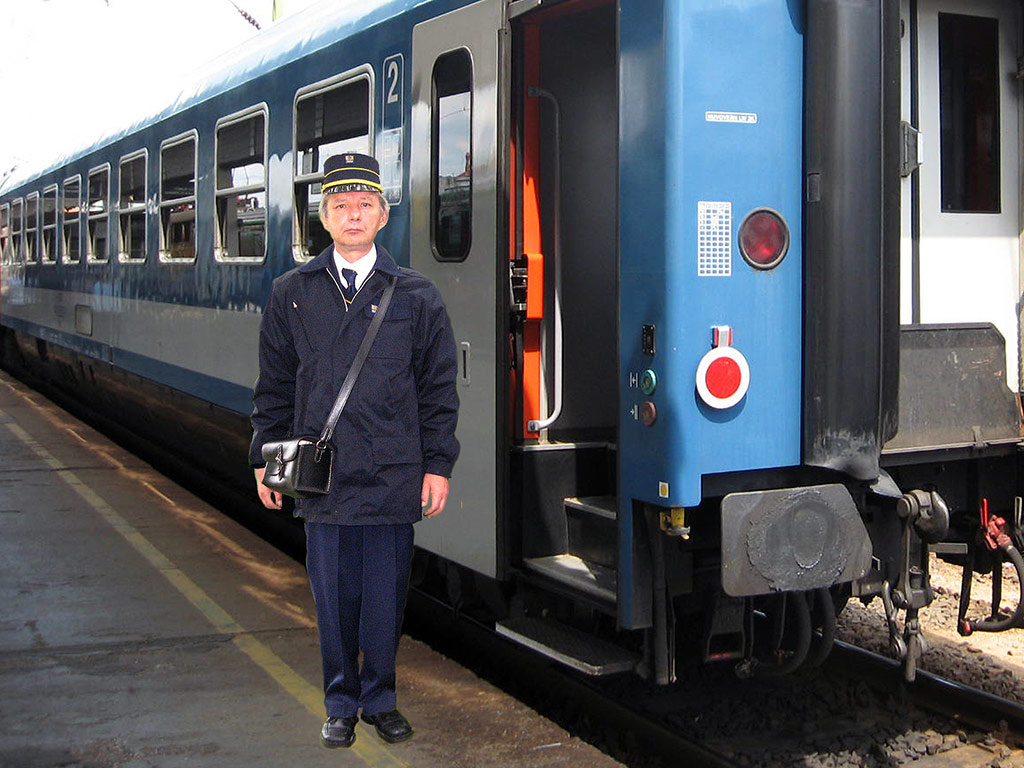
Conductor în cadrul Căilor Ferate Maghiare

- conductor - funcționar la calea ferată care controlează biletele călătorilor și supraveghează vagoanele, fiind uneori și responsabil al garnturii respective.
- consimțământ scris - încuviințarea sau acceptul scris dat cu număr de ordine și oră, dintr-un registru de comenzi sau din condica portativă, prin care se admite efectuarea unor operații prevăzute în reglementări și care poate fi transmis telefonic, cu număr și oră.
- consimțământ verbal - încuviințarea sau acceptul dat de către un agent prin care se admite efectuarea unor operații care nu necesită avizul scris al acestuia.
- container – ambalaj cu dimensiuni standardizate (folosit ca unitate de transport intermodal) care să încapă de un număr întreg de ori într-un vagon.
- continuare a parcursului de primire - porțiunea de linie cuprinsă între semnalul de ieșire sau de parcurs, respectiv marca de siguranță de la ieșire a liniei pe care urmează a fi primit trenul dacă aceasta nu are semnal de ieșire și primul semnal de circulație de sens contrar.
- contraac (al unui macaz) - șinele exterioare, una în continuarea firului exterior direct iar cealaltă în continuarea firului exterior abătut de care se lipesc vârfurile acelor de macaz.
- contracurbă – curbă care urmează imediat după altă curbă în sens contrar și de care se leagă printr-un aliniament.
- contrapantă – porțiune de traseu în rampă care urmează imediat după o pantă și formează o vale.

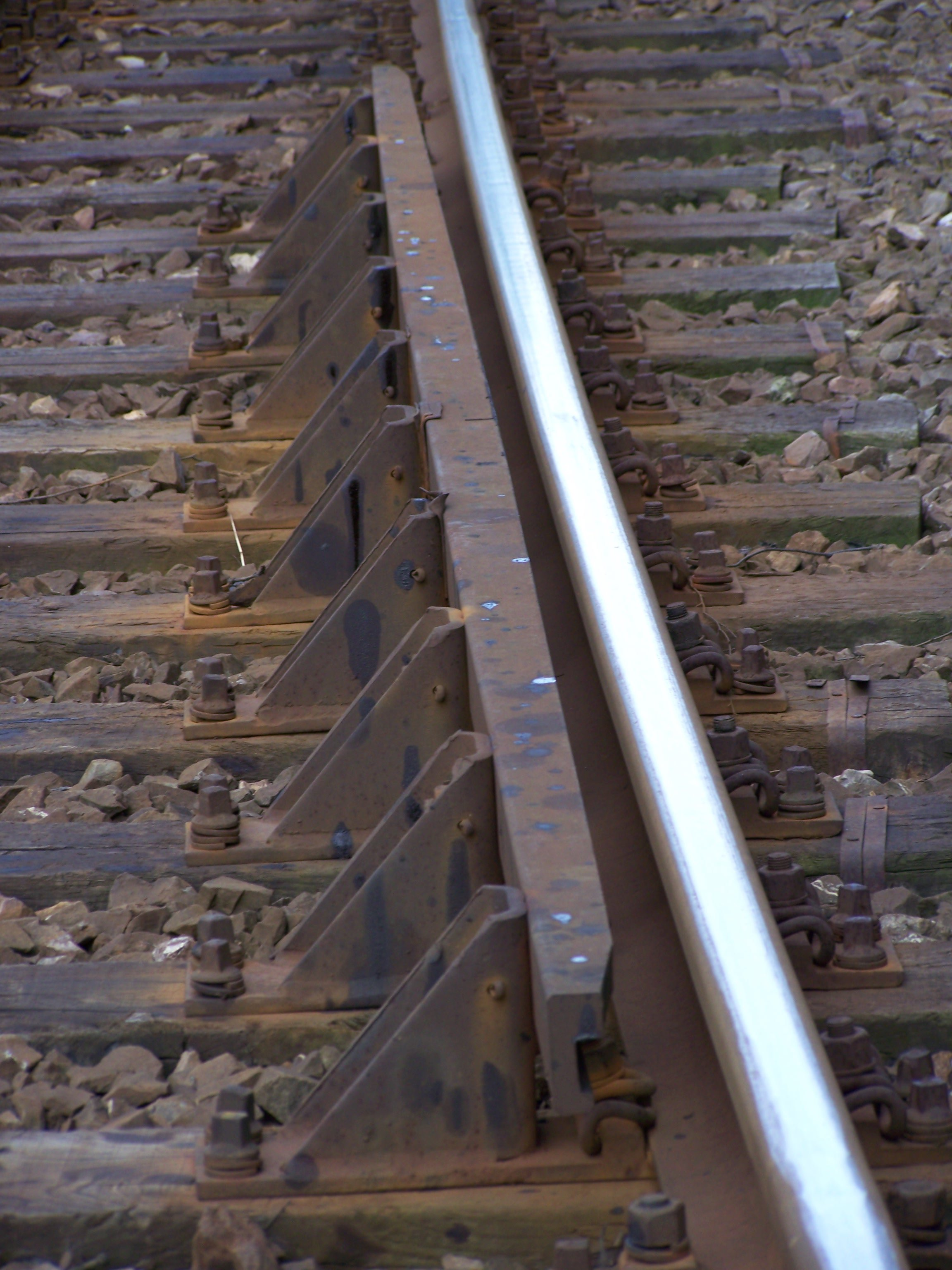
Contrașină

- contrașină⁠(d) – șină care se montează:

- de-a lungul șinei căii spre interior, în curbe cu raza mică, pentru a reduce uzura șinei din exteriorul curbei;
- la schimbători, în dreptul inimii de încrucișarea pentru a ghida roțile la trecerea peste vârful inimii;
- la pasajele de nivel permite îngroparea șinelor în pavajul drumului;
- la încrucișări de linii conduce buza bandajului pe linia respectivă.
- convertire – trecerea treptată a profilului transversal al unei căi în curbă pe distanța de tranziție dintre aliniament și curba propriu-zisă.
- convoi de manevră - un grup de vehicule feroviare legate între ele, care se manevrează prin tragere sau împingere, între grupele de linii ale aceleiași stații cu sau fără depășirea incintei stației, precum și între stație și o linie a unui operator economic.
- cotă roșie – diferența dintre cota căii și cota terenului natural, măsurată în axa căii.
- crampon – piron de oțel folosit la prinderea șinelor de traverse (vezi și tirfon).
- crapodină - articulație semisferică prin intermediul căreia șasiul vagonului se fixează de boghiu.
- cupeu – fiecare compartiment al unui vagon de călători.
- cuplare⁠(d) - procesul de conectare (mecanică, electrică și a instalației de aer comprimat) a două sau mai multe vagoane sau locomotive pentru a forma un tren.
- cuplă - aparat de tracțiune și legare prin intermediul căruia se leagă două vehicule feroviare între ele.
- curbă – porțiunea din traseul unei căi ferate, cu axa curbă, care unește două aliniamente.
- curbă de racordare – porțiune curbă, intercalată între aliniament și curba propriu-zisă și a cărei curbură variază progresiv.
- cursă – mișcare a convoiului de manevră sau a locomotivei izolate de pe o linie pe alta cu schimbarea sensului de mers; când această mișcare se efectuează fără schimbarea sensului de mers, se numește ’’semicursă’’.
- cușetă – pat pentru o persoană, amenajat în vagoanele de dormit.
- cutie (a locomotivei) - parte a locomotivei așezată deasupra osiilor și a roților, amenajată pentru adăpostirea personalului și a echipamentului de comandă și acționare; caroserie.
- cuzinet - piesă de fontă care se fixează prin înșurubare pe traversă și care menține șinele nemișcate.

## D
- debleiere – ansamblu de operații efectuate pentru realizarea unei săpături deschise în cadrul construirii unei căi ferate și care cuprinde: săparea pământului, îndepărtarea materialului săpat, consolidarea și protejarea taluzelor.
- debleu – săpătură deschisă efectuată pentru obținerea unei platforme, sub nivelul terenului natural, pentru realizarea unei căi ferate.

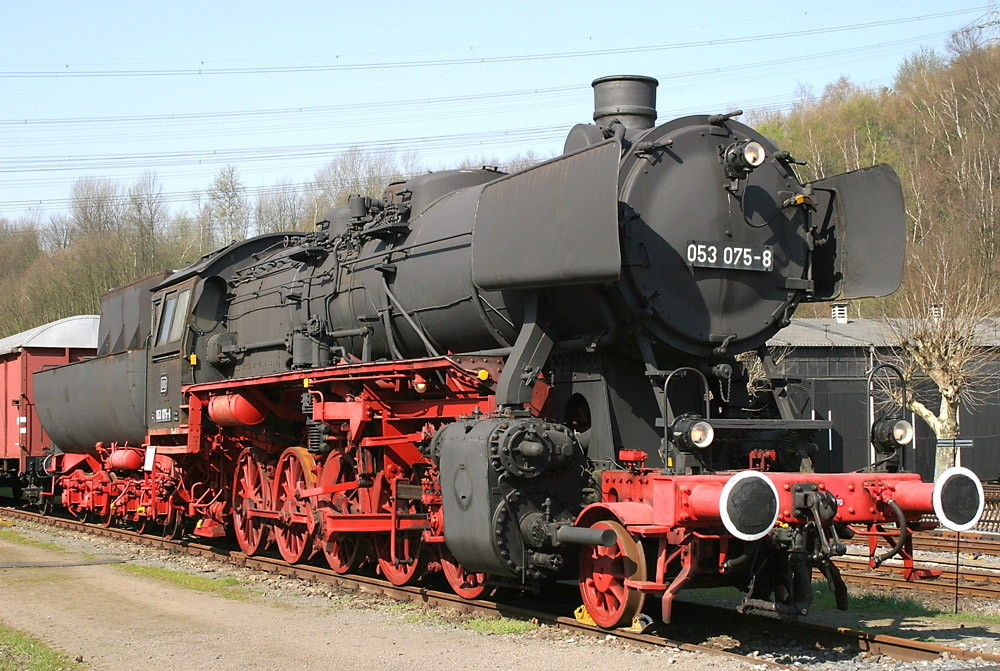
Locomotivă cu abur de tip decapod aflată în trecut în componența Căilor ferate germane

- decapod – locomotivă cu abur cu cinci osii motoare cuplate.
- declivitate – înclinarea față de orizontală a axei unui traseu de cale ferată; poate fi în urcuș (în acest caz se numește rampă) în coborâș (pantă), iar porțiunea orizontală a traseului se numește palier.
- decovil – cale ferată îngustă, folosită temporar în fabrici, șantiere, balastiere, cariere de piatră etc.
- defilare - urmărirea cu atenție a unui tren în timpul mersului de către personalul feroviar, pentru a vedea dacă acesta nu prezintă defecte vizibile.
- depășirea controlată - procedură utilizată pentru a permite unui tren să depășească alt tren care se deplasează în aceeași direcție, reglementată de o semnalizare specială și de reguli specifice.
- dependență - ansamblu de dispozitive mecanice, electrice sau electromagnetice prin care se realizează operații de înzăvorâre pe liniile de cale ferată.
- depou:

- complex de căi ferate pentru depozitare, sortare sau încărcare și descărcare a vagoanelor și locomotivelor;
- clădire în care se adăpostesc, se întrețin și se repară locomotive și vagoane.
- deraiere⁠(d) - eveniment grav are apare atunci când roțile trenului ies de pe șine, ceea ce poate duce la accidente grave și pierderi de vieți omenești, printre cauze fiind: viteza prea mare, o problemă cu sistemul de cuplare, o problemă cu șinele sau un defect al echipamentului.
- detrítus – material granular mărunt, rezultat din uzura provocată de frecarea dintre pietrele unei împietruiri sub acțiunea circulației.
- diferență de ecartament - problemă survenită la intersecția a două căi ferate cu ecartamente diferite și care se rezolvă printr-o manevră automată sau semiautomată de schimbare a roților sau de transferare a mărfurilor sau pasagerilor în alte vagoane.
- disc - semnal mobil de forma circulară care indică unui tren reducerea vitezei.
- dispecer – persoană care asigură conducerea dintr-un singur punct a circulației în cadrul unei stații de cale ferată, prin  comanda centralizată a semnalelor și macazurilor.
- dispecer energetic feroviar - persoană autorizată care coordonează activitatea de exploatare a liniei de contact pentru tracțiunea electrică.
- display - afișaj pe monitor color într-o grafică stabilită, utilizat la instalațiile de centralizare electronică, sisteme informatice sau pentru informarea publicului în legătură cu mersul trenurilor de călători.
- dispozitiv de avertizare a lucrătorilor de calea ferată - dispozitiv de siguranță care avertizează lucrătorii de pe calea ferată în cazul în care un tren se apropie.
- dispozitiv de control al traficului feroviar - dispozitiv de siguranță care dirijează circulația trenurilor și asigură eficiența și siguranța transportului feroviar; exemple: semnale luminoase, sisteme de control automat al trenurilor (ATC), sisteme de control automat al traficului feroviar (ATMS), sisteme de informare a pasagerilor etc.
- dispozitiv de frânare automată - dispozitiv de siguranță care acționează frânele trenului în mod automat în cazul în care mecanicul de locomotivă nu acționează frâna la timp sau nu respectă semnalele de circulație.
- dispozitiv de manevrare - mecanism care permite manevrarea acelor unui macaz.
- dispozitiv de monitorizare a vitezei - dispozitiv de siguranță care avertizează mecanicul de locomotivă în cazul în care trenul circulă cu o viteză prea mare.
- dispozitiv de siguranță - instalație mecanica sau electronică cu rolul de a preveni accidentele și incidentele; exemple: dispozitive de frânare automată, dispozitive de siguranță la trecerile la nivel cu calea ferată, dispozitive de monitorizare a vitezei, dispozitive de avertizare a lucrătorilor de cale, dispozitive de control al traficului feroviar.

- dispozitiv de siguranță la trecerile la nivel cu calea ferată - dispozitiv de siguranță care previne accidentele în cazul în care un vehicul rutier traversează trecerea la nivel cu calea ferată în timp ce trenul se apropie și care include bariere, semnale sonore și luminoase și alte elemente de avertizare.

- dispoziție scrisă - ordin în legătură cu circulația trenurilor și manevra vehiculelor feroviare care se transmite prin mijloace de telecomunicație și care se înregistrează și se confirmă cu număr, oră și semnătură.
- dispoziție verbală - ordin care se transmite direct sau prin mijloacele de telecomunicație și care nu se înregistrează.
- distanță de circulație - porțiunea de linie cuprinsă între două puncte de secționare pe care nu trebuie să se găsească în același timp decât un singur tren.
- distanță de frânare – distanța parcursă de tren din momentul când mecanicul sesizează necesitatea de a frâna și până în momentul opririi.
- dren-contrafort – construcție executată pe un taluz cu scopul de a sprijini terenul și de a-l drena.

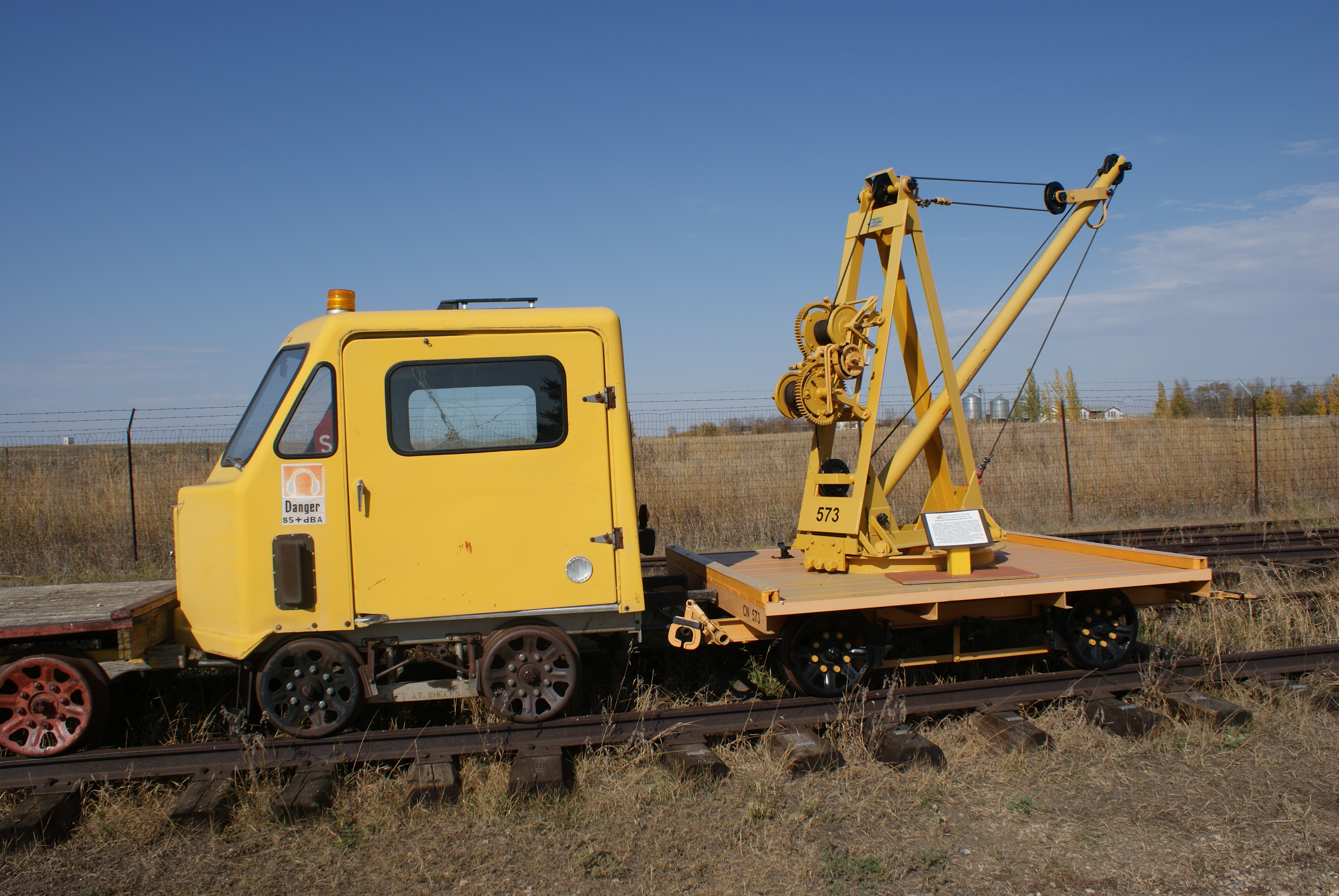
Drezină prevăzută cu macara

- drezină – vehicul mic de cale ferată, cu motor sau acționat manual, servind la transportarea persoanelor și sculelor pentru întreținerea căii.
- dublă joncțiune - dispozitiv format din patru aparate de cale, două linii de încrucișare dublă și linii de legătură, montat pentru a permite circulația vehiculelor feroviare de pe o linie pe alta.

## E
- ecartament – distanța între o pereche de șine, măsurată între marginile interioare ale ciupercii șinelor, măsurat în mm.
  - ecartament larg - ecartament mai mare decât cel de la căile ferate cu ecartament standard.
  - ecartament normal - forma de ecartament cea mai folosită la nivel mondial, acesta fiind de 1 435 mm; sinonim: ecartament standard.
  - ecartament standard - vezi ecartament normal.

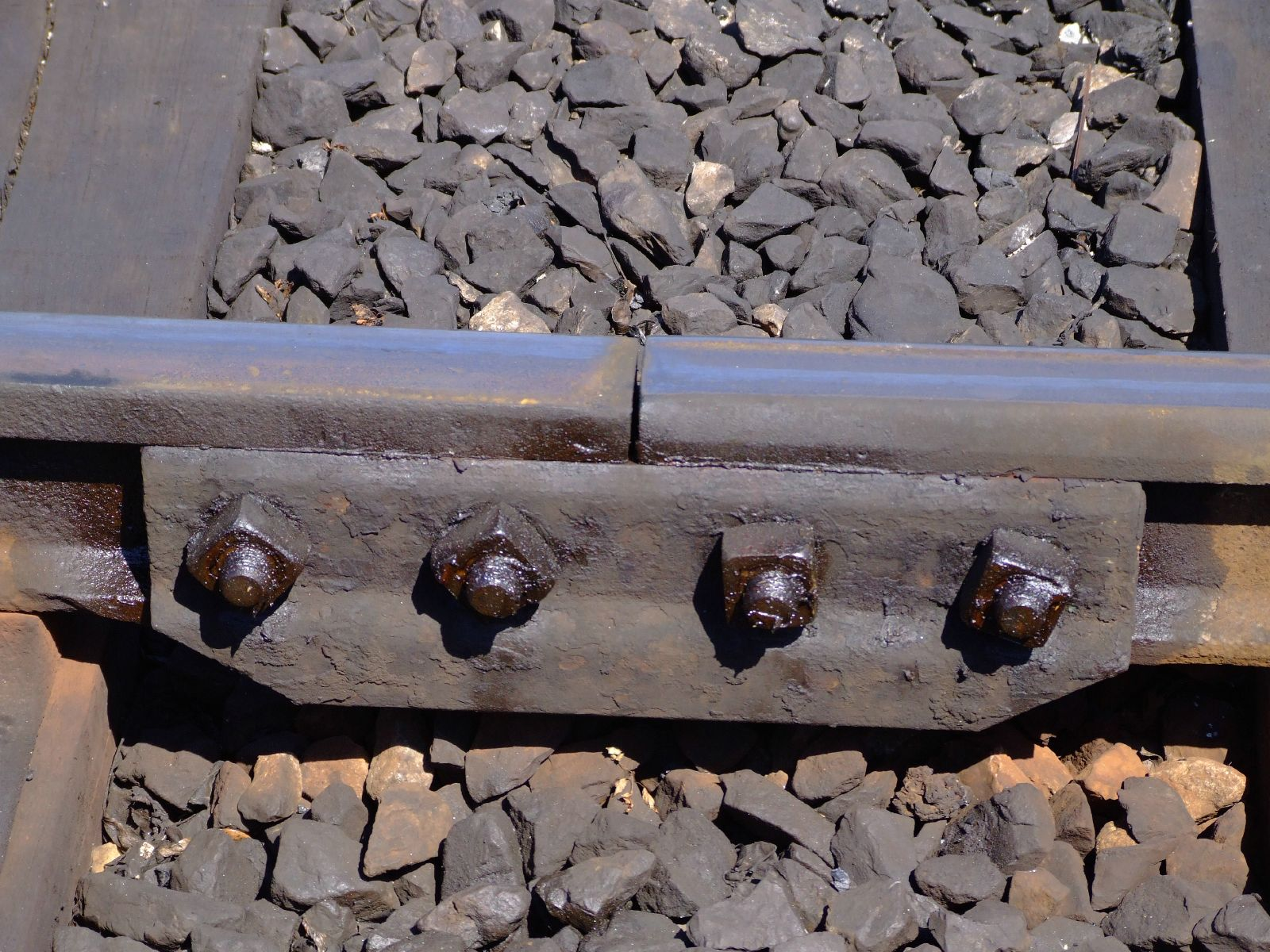
Joantă cu eclise

- eclisă - piese de asamblare a șinelor care se aplică sub coroana șinei și care servesc la îmbinarea a două șine consecutive, pentru asigurarea continuității de rulare pe acestea.
- EuroCity - denumire pentru trenuri internaționale de călători, care circulă pe rețelele a cel puțin două administrații europene de cale ferată; vezi și InterCity.
- examinare a personalului - acțiunea de evaluare a cunoștințelor teoretice, a aptitudinilor și deprinderilor practice ale unei persoane în scopul efectuării unei activități specifice transportului feroviar, în legătură cu siguranța circulației.

## F
- far – corp de iluminat, aflat în dotarea locomotivei, a cărui lumină este proiectată în sensul de mers.
- felinar de macaz – felinar rotitor care indică poziția macazului.
- fider de linie - conductor aerian susținut pe aceeași structură ca linia de contact aeriană pentru a alimenta puncte de injecție succesive.
- finala trenului – semnal optic montat pe ultimul vagon al unui tren pentru a permite organelor de cale ferată să verifice dacă garnitura este completă.
- fir de cale – una dintre liniile unei căi ferate duble, pe care se circulă într-un anumit sens.
- fixător de vârf - dispozitiv având rolul de a asigura lipirea acului unui macaz de contraacul său și zăvorârea în poziția comandată.
- foaie de drum – document eliberat de o organizație unei persoane pentru a efectua o călătorie cu trenul.

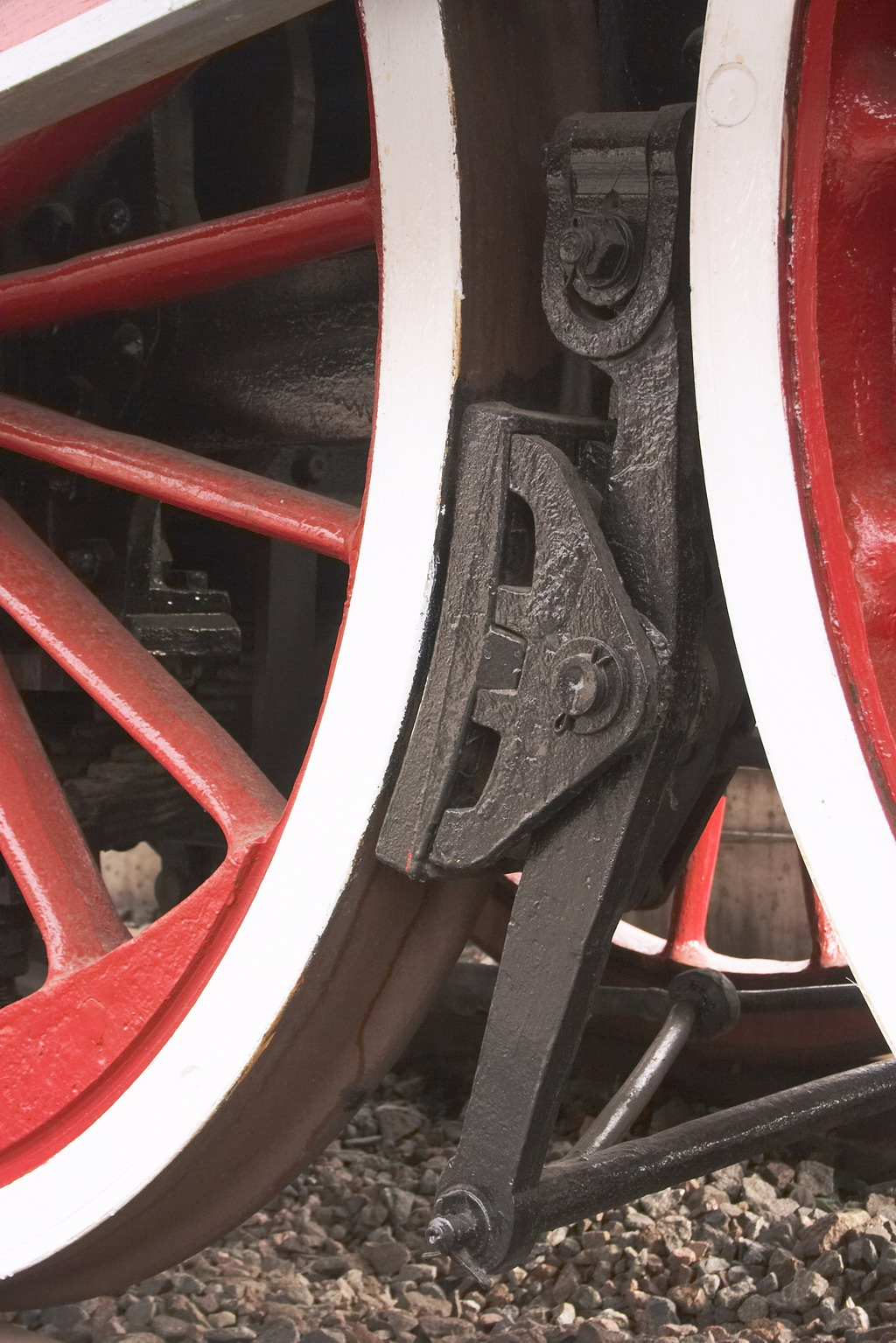
Sabotul de frână pe roata unei locomotive cu abur

- forță de tracțiune – forță exercitată de o locomotivă asupra unui vagon sau tren pe care îl remorchează.
- fotoliu extensibil - scaun confortabil în vagon, care poate fi înclinat, astfel încât călătorul să se poată odihni.
- frână automată⁠(d) - sistem de frânare⁠(d) patentat de George Westinghouse, utilizat în prezent în domeniul feroviar, care utilizează aer comprimat pentru a elibera frânele și care se poate declanșa automat în situații de urgență.
- frânar - (în trecut) muncitor la căile ferate însărcinat cu manevrarea frânei de mână la vagoane.
- frână de cale - dispozitiv de reducere a vitezei vagoanelor care se triază pe cocoașă, acționat telecomandat sau automat, astfel încât vagoanele să se oprească pe liniile de acumulare, fără ca viteza de ciocnire cu vehiculele triate anterior, să afecteze vehiculele feroviare sau marfa transportată.
- frână de staționare - sistem de frânare care este utilizat pentru a menține vehiculul feroviar în poziție statică sau pentru a preveni mișcarea sa în timpul staționării; poate fi acționat manual sau prin intermediul unui sistem automatizat.
- frână de urgență - mod de oprire rapid în caz de pericol iminent, acționat fie de către mecanicul de locomotivă (sau altă persoană autorizată) sau în mod automat de către graduator (dacă se depășește o anumită viteză) sau de către sistemul INDUSI (dacă trenul nu răspunde semnalelor inductive primite de la sistemul de semnalizare).
- frână Kunze-Knorr⁠(d) - tip de frână hidraulică care oferă o mai mare precizie în controlul vitezei și reduce uzura discurilor de frână, devenită standard internațional.
- frână recuperativă (sau regenerativă) - sistem de frânare folosit la locomotivele electrice și alte vehicule feroviare, care permite transformarea energiei cinetice a trenului în energie electrică în timpul decelerării.
- fugirea șinelor – deplasarea longitudinală a șinelor datorită unor cauze multiple, care constă atât prin închiderea rosturilor de dilatație cât și prin deplasarea joantelor pe plăcile de reazem.
- furgon - vehicul feroviar fără capacitate de tractare care face parte dintr-un tren de pasageri sau marfă și utilizat de către personalul de tren, precum și pentru transportul de bagaje, colete, biciclete, autoturisme etc.

## G
- gabarit:

- contur poligonal care determină limitele admise, în secțiunea transversală, la construcția materialului rulant;
- instalație care delimitează linia poligonală a gabaritului.
- gabarit de cale – vezi tipar de linie
- gabarit de încărcare - instalație specială care marchează limitele permise pentru încărcătura vagoanelor de marfă deschise.
- gabarit de liberă trecere - contur geometric limită, transversal în plan vertical și perpendicular pe axa longitudinală a căii, în interiorul căruia, afară de materialul rulant, nu se admite să pătrundă nici o parte a construcțiilor - poduri, tuneluri, pasaje superioare, pasarele - sau a instalațiilor fixe - semnale, coloane și altele asemenea - și nici materiale sau obiecte depozitate de-a lungul liniei curente sau în stații.

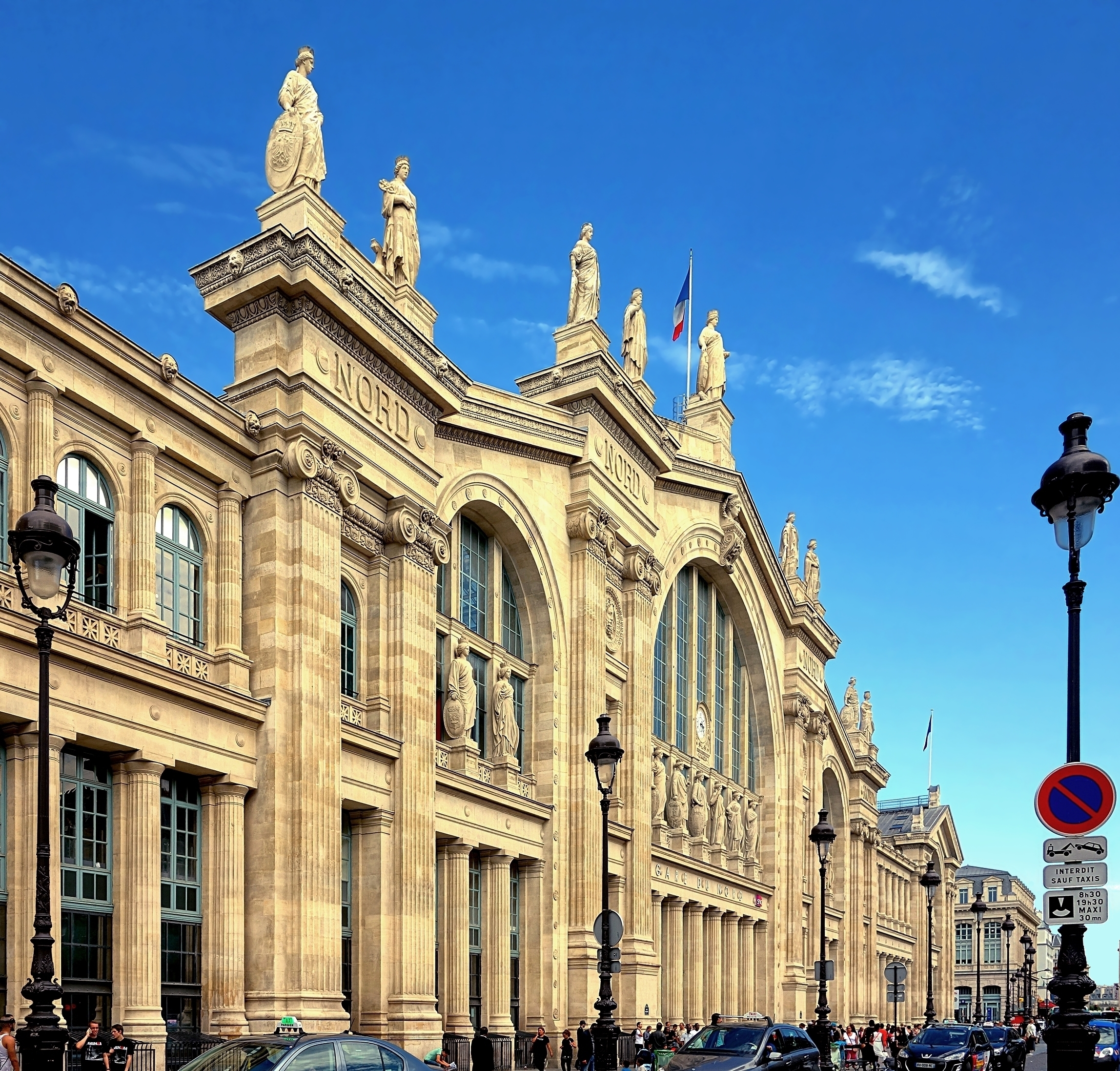
Gara de Nord din Paris

- garare – oprirea unui tren pe o anumită linie dintr-o stație astfel încât să nu împiedice circulația pe celelalte linii.
- gară – ansamblu de clădiri și instalații unde opresc trenurile pentru urcarea și coborârea călătorilor și pentru încărcarea și descărcarea mărfurilor.

- gară comună - stație de joncțiune între companii feroviare a căror funcționare este reglementată printr-un acord încheiat între statele sau firmele în cauză.
- gară de triaj – gară sau parte a unei gări dotată cu un număr de linii sau alte echipamente pentru operațiuni de triaj (comutare) a vehiculelor feroviare.

- garnitură - ansamblu format din locomotiva și vagoanele unui tren.
- graduator - dispozitiv electronic de comandă care controlează puterea motoarelor și viteza și care se reglează în funcție de accelerație sau decelerare a trenului și este conectată la sistemul de control electronic al locomotivei.
- grafic de circulație – reprezentarea grafică a circulației trenurilor pe un traseu în coordonate timp-distanță.
- groapă de împrumut – săpătură de forma unui șanț, excutată în vecinătatea unei căi ferate, în vederea obținerii pământului necesar terasamentului.
- grupă de expediere - grupă de linii în stațiile tehnice sau de triaj, afectată pregătirii și expedierii trenurilor.
- grupă de primire - grupă de linii în stațiile tehnice sau de triaj afectată pentru primirea trenurilor de marfă și pregătirea acestora în vederea descompunerii.
- grupă de retriere - grupă de linii în stațiile de triaj afectată pentru retrierea vagoanelor acumulate în grupa de triere, în vederea aranjării vagoanelor în trenurile de marfă, în ordinea stabilită de reglementările specifice.
- grupă de triere - grupă de linii în stațiile tehnice sau de triaj afectată acumulării vagoanelor de marfă triate, în vederea formării trenurilor.
- grupă tehnică - grupă de linii în stațiile tehnice sau de triaj afectată pentru compunerea, salubrizarea și pregătirea tehnică a trenurilor.

## H
- haltă - punct de oprire deschis în general exclusiv traficului de pasageri, de obicei fără personal.
- haltă de călători - haltă deschisă pentru traficul de călători, cu vânzător de bilete, notată cu hc, sau fără vânzător de bilete, notată cu h, care nu este punct de secționare.

## I

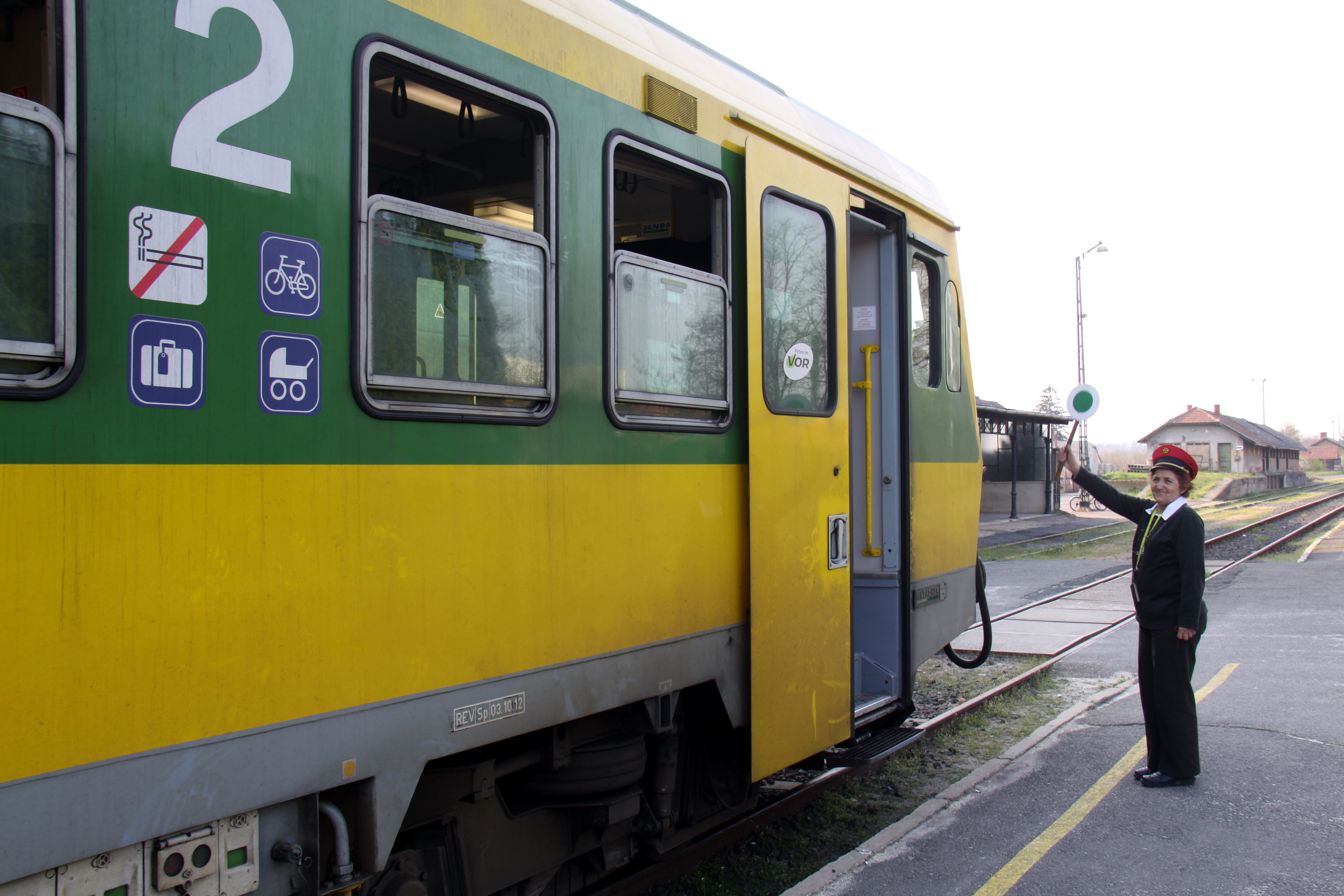
Impiegat de mișcare

- impiegat de mișcare - persoana calificată și autorizată responsabilă de organizarea, coordonarea, și executarea operațiilor legate de circulația trenurilor și executarea manevrelor vehiculelor feroviare din stațiile de cale ferată.
- impiegat dispozitor - impiegat care are dreptul să manipuleze instalațiile de siguranța circulației, să ceară și să obțină cale liberă, să dispună executarea tuturor operațiilor legate de primirea, expedierea, trecerea trenurilor, executarea manevrei și utilizarea mijloacelor pe care le are la dispoziție, precum și alte operații de exploatare.
- impiegat exterior - impiegat care din ordinul impiegatului dispozitor execută sarcini privind activitatea de pregătire a expedierii trenurilor, expedierea acestora la timp, precum și alte operații în funcție de volumul de lucru și specificul stației.
- impiegat localist - impiegat care, în stațiile de cale ferată cu activitate complexă, preia o parte din sarcinile impiegatului dispozitor în special cele legate de comunicările cu stațiile vecine și cu operatorul de circulație, aflându-se în subordinea directă a impiegatului dispozitor.
- incinta stației - spațiul cuprins între semnalele de intrare ale unei stații sau halte de mișcare, pe care se află liniile, instalațiile și construcțiile necesare desfășurării activităților în legătură cu circulația trenurilor și manevra vehiculelor feroviare.
- indicator – semnal așezat lângă calea ferată pentru a da mecanicului indicații în legătură cu conducerea trenului.
- indicator de fluier - vezi: stâlp de fluier.
- indicator de viteză - dispozitiv de semnalizare care indică mecanicului de locomotivă viteza recomandată a trenului pe un anumit tronson de cale ferată.

- inductor de cale - vezi: INDUSI.

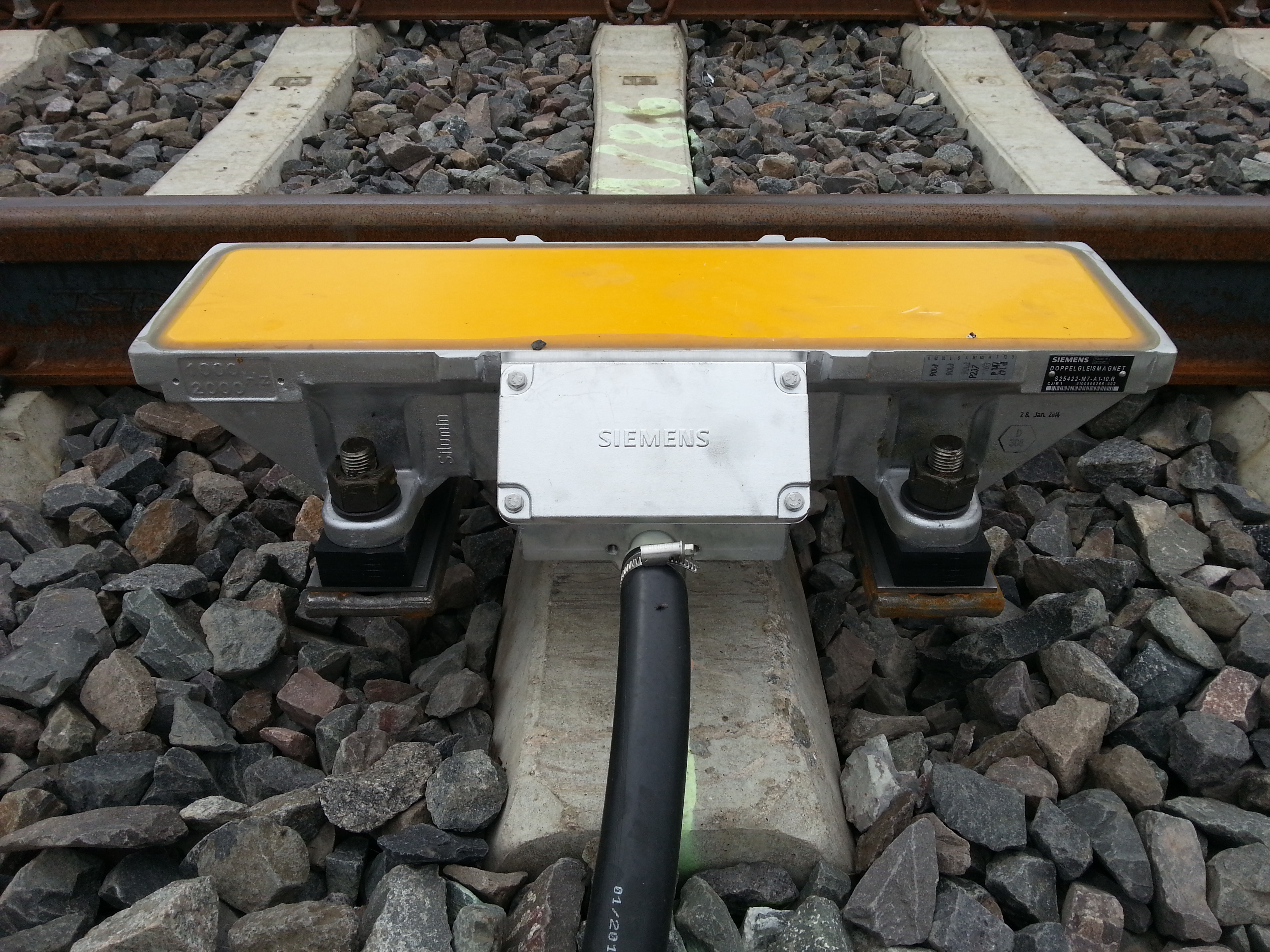
Inductor de cale

- INDUSI - (acronim de la germanul Induktive Signalsicherung) sistem de control al circulației care constă într-un dispozitiv montat în apropierea căii ferate și care realizează oprirea unui vehicul feroviar atunci când mecanicul nu ia măsuri de frânare în fața unui semnal de oprire (sinonime: autostop, inductor de cale).
- infrastructura căii – ansamblul lucrărilor sau al elementelor de construcție care susțin platforma (suprastructura) unei căi ferate, o leagă de teren și transmit acestuia toate solicitările: ramblee, deblee, poduri, viaducte, pasaje, tunele, lucrări de consolidare etc.
- infrastructură (feroviară) - ansamblul  liniilor de comunicații pe calea ferată, sistemele de semnalizare feroviară, liniile de alimentare cu energie electrică, gările, depourile, etc.

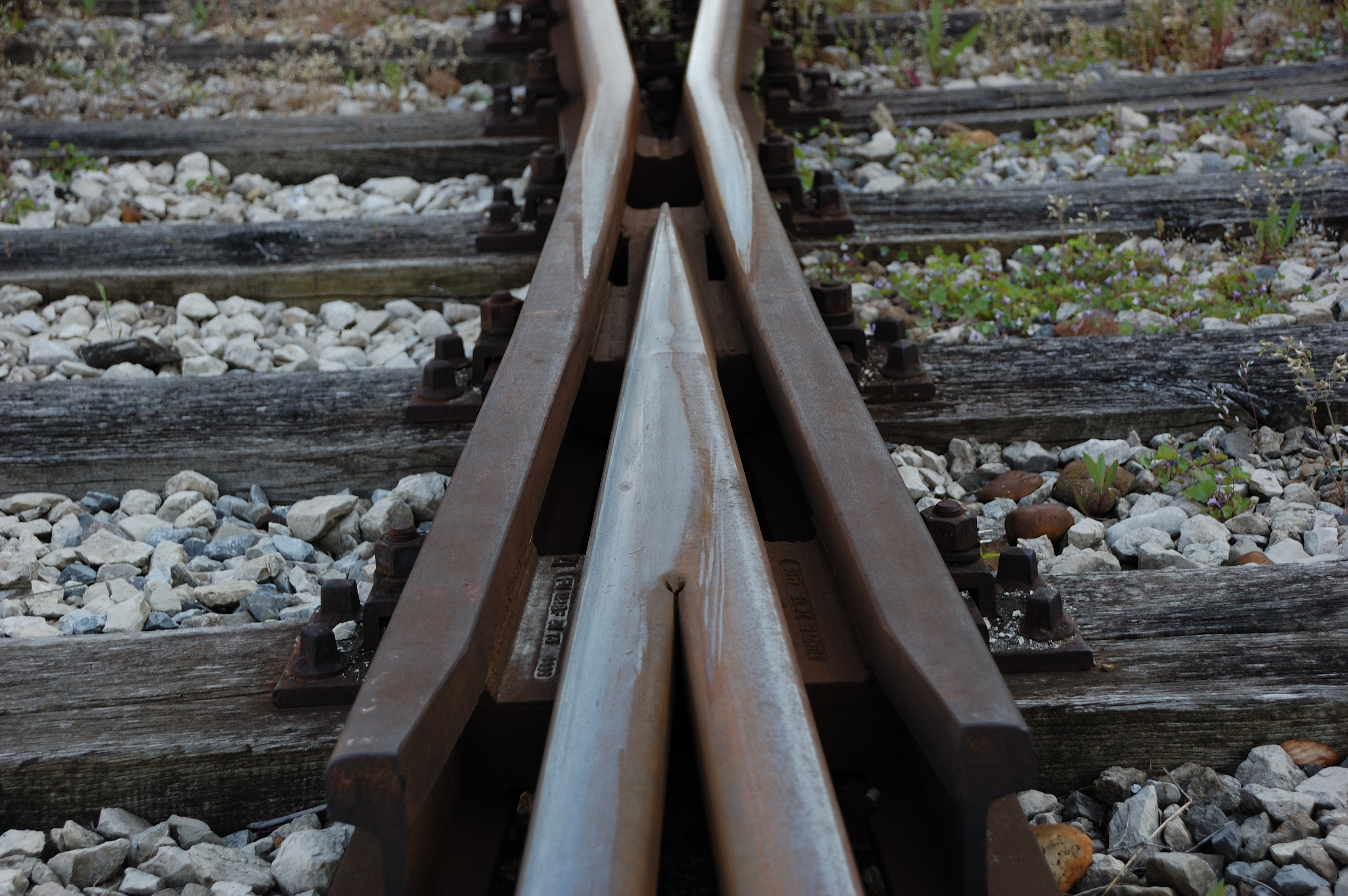
Vârful unei inimi de încrucișare

- inimă de încrucișare – ansamblu metalic aflat în componența traversărilor de căi și a schimbătorilor, având rolul de a ghida roțile materialului rulant și alcătuit din vârful inimii (o piesă ascuțită) și labe de iepure (două șine îndoite, situate lateral).
- instalarea căii – operație de așezare a șinelor căii în conformitate cu proiectul și cu planul de poză al căii respective și care se execută cu macarale sau cărucioare pe care se transportă panourile de șine.
- instalație de asigurare - ansamblu de echipamente mecanice și electrice cu care impiegatul, împreună cu revizorii de ace și/sau acarii, asigură încuierea macazurilor și punerea semnalelor mecanice pe liber numai dacă acestea sunt poziționate corespunzător parcursului comandat pentru trecerea trenului.
- instalație de centralizare - instalație pentru mecanizarea și automatizarea operațiilor privind primirea, expedierea, formarea și descompunerea trenurilor în stații.
- InterCity - tren de mare viteză, compatibil standardelor europene, care unește mari orașe; vezi și EuroCity.
- intersecție – (încrucișare) locul de întretăiere a două căi ferate, care poate fi la același nivel sau la nivele diferite.
- investiții în infrastructură - cheltuieli pentru construcții noi și extinderea infrastructurii existente, inclusiv reconstrucție, reînnoire și reparații majore aduse infrastructurii.

## Î
- încrucișare:

- întâlnire în stație sau în linie curentă (linie dublă) a două trenuri care circulă în sensuri contrare;
- v. intersecție.
- încuviințare - accept dat de către impiegatul de mișcare, în scris sau verbal, pentru întreținerea, verificarea și revizia unor instalații, precum și pentru circulația unor vehicule feroviare fără motor care se pot scoate de pe linie cu brațele.
- însănătoșirea platformei – anasamblul de operații executate în vederea asigurării unui regim hidrotehnic stabil în terasamentul și platforma căii.
- înscriere în curbă – orientarea în curbă a materialului rulant, astfel încât acesta să nu deraieze, iar frecările să fie minime.
- însoțitor de vagon de dormit - angajat însărcinat într-un vagon de dormit cu primirea calătorilor, verificarea biletelor și asigurarea serviciilor de cazare pe tot parcursul drumului.

## J

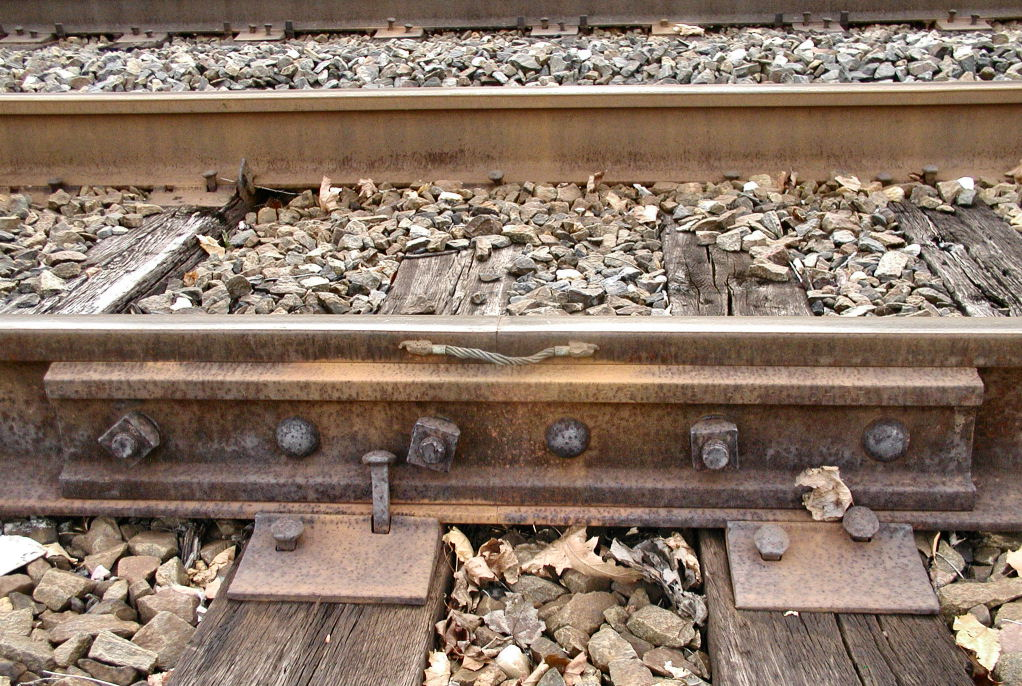
Joantă a unei linii fixate pe traverse cu crampoane

- joantă – legătură între capetele a două șine, executată fie prin intermediul unor eclise (și astfel se asigură rostul de dilatare) sau prin sudarea acestora.
- joantă de racordare - joantă care realizează legătura între două șine de cale ferată de tip diferit.
- joantă izolantă - joantă care realizează întreruperea circuitului electric între capetele a două cupoane de șine consecutive.
- joantă izolantă fără gabarit - joantă izolantă aflată în cale într-un loc în care vagoanele aflate în staționare intră în gabaritul de liberă trecere al liniei vecine.
- joncțiune - punctul unde se realizează conexiunea unor elemente ale liniilor de cale ferată între ele.

## L

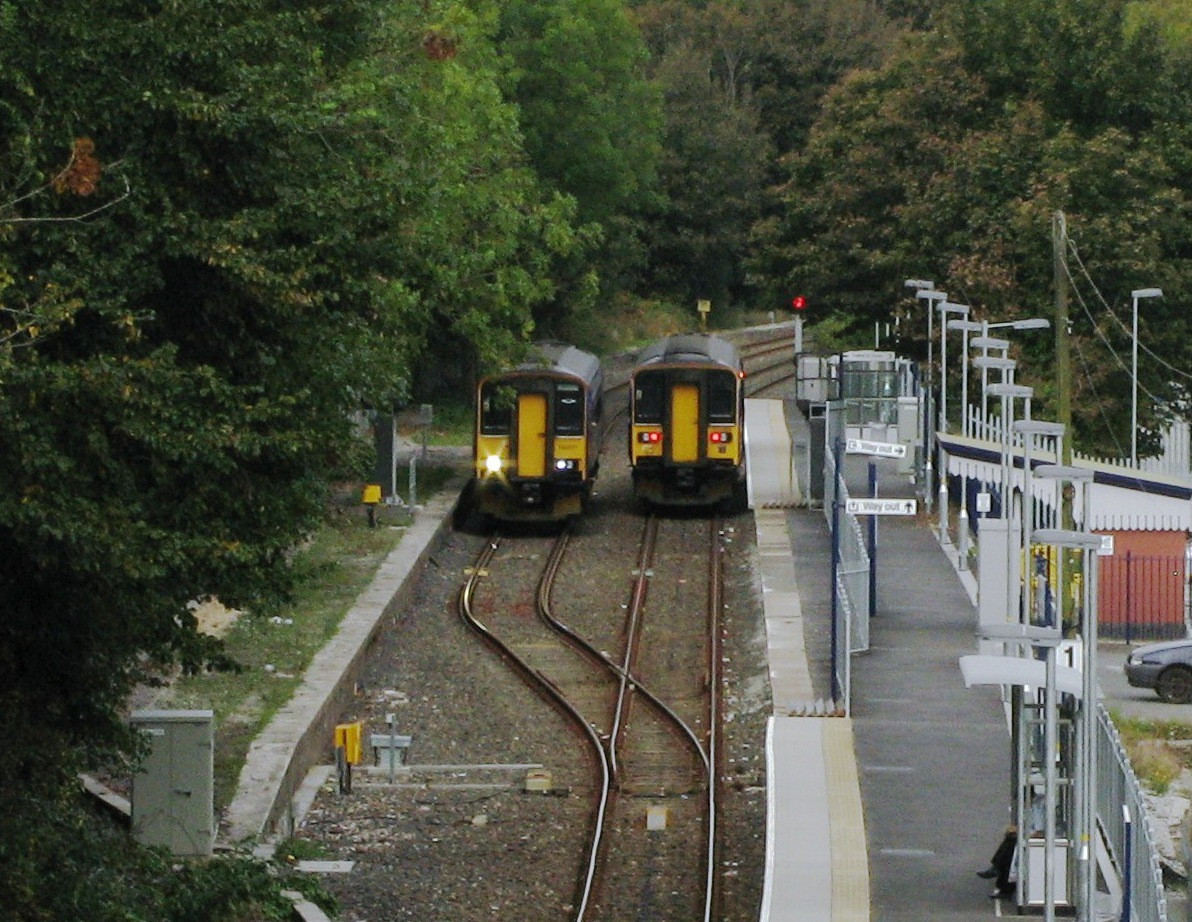
Linie de evitare

- limită de manevră a stației - punctul până la care se pot executa mișcări de manevră fără a depăși limita incintei stației.
- linia terenului – linie trasată pe proiectul unei căi ferate și care reprezintă intersecția dintre suprafața terenului natural cu planul vertical care conține axa căii.
- linie (de cale ferată) – cale special amenajată (cu terasament și traverse) prevăzută cu șine metalice, pe care rulează vehiculele feroviare; una sau mai multe căi de rulare adiacente care formează o rută între două puncte.

- linie abătută - linie de circulație care se ramifică prin aparatele de cale din linia directă.
- linie banalizată - linie pe care trenurile pot circula (în anumite condiții) în ambele sensuri.
- linie curentă - porțiunea de linie cuprinsă între două semnale de intrare din sensuri opuse a două stații vecine.
- linie de contact – linie electrică, (în general aeriană) pentru alimentarea cu energie electrică a locomotivelor electrice.
- linie de evitare - linie înfundată construită la capetele stațiilor sau în punctele de joncțiune cu liniile operatorilor economici, cu scopul de a asigura efectuarea parcursurilor simultane de circulație și manevră precum și pentru a evita fugirea vagoanelor care staționează pe liniile stației sau pe liniile operatorilor economici spre linia curentă sau accesul nepermis pe liniile stației de pe liniile operatorilor economici.
- linie de garare – linii din care derivă căi de rulare.
- linie de metrou - cale ferată destinată în principal transportului urban, având capacitatea de a susține volume ridicate de trafic, deci frecvente deplasări de garnituri feroviar și stații apropiate.

- linie de metrou ușor - cale ferată, adesea electrificată, destinată în principal transportului urban de călători și cu distanța relativ mică între stații.

- linie de peaj (scris și peage) - linie care unește două stații ale unei administrații de cale ferată, trecând pe teritoriul unei administrații de cale ferată vecine; vezi și peaj.
- linie directă - linie situată în incinta stației aflată în prelungirea liniei curente, fără abatere la intrare sau ieșire (vezi și linie abătută).
- linie electrificată – cale dotată cu o linie aeriană de contact sau cu o șină de contact care permite trecerea curentului electric.
- linie moartă - linie care servește numai pentru garare.

- locație, taxă de ~ – taxă care se plătește în caz de depășire a termenului de încărcare sau de descărcare a vagoanelor.

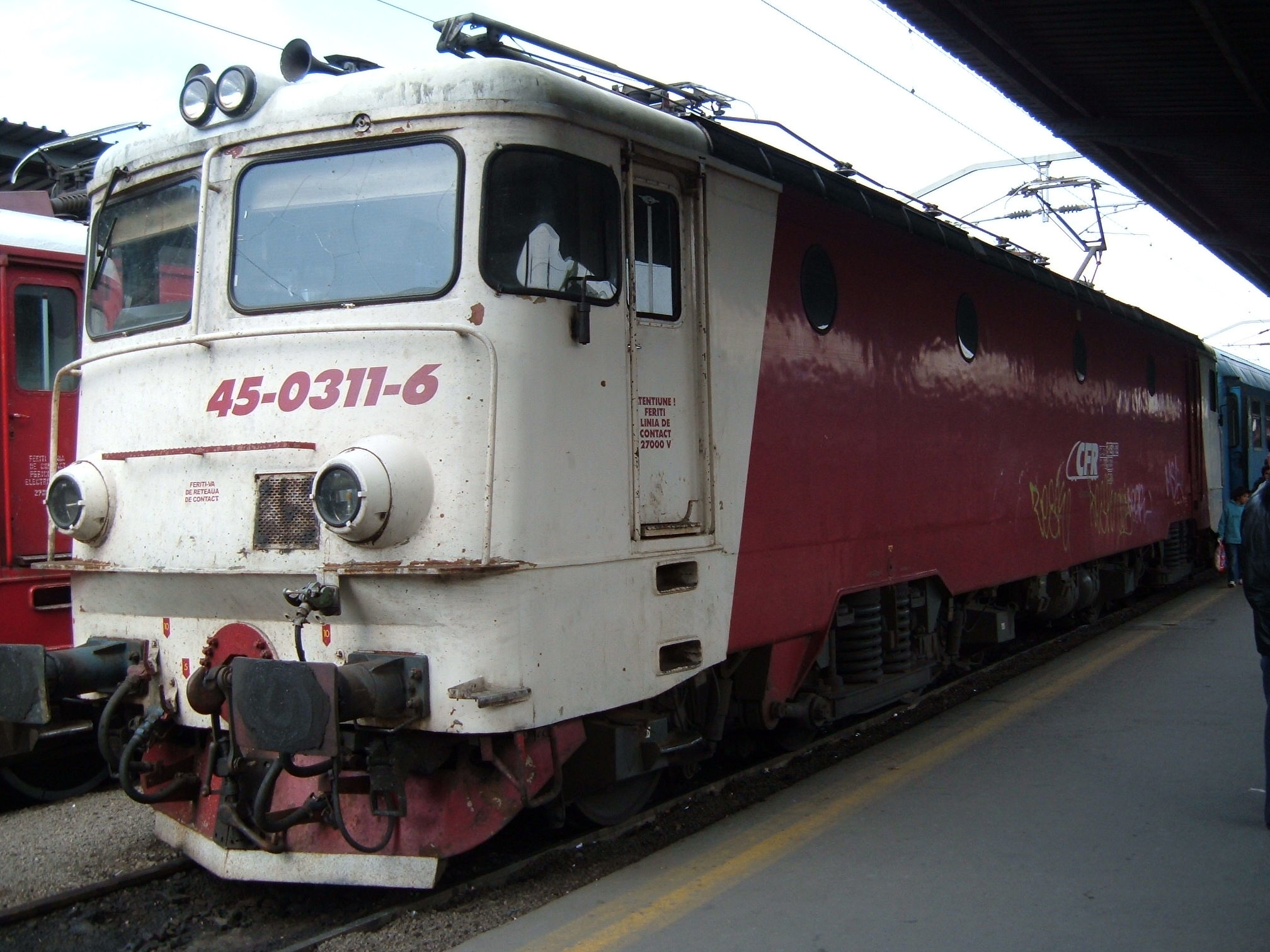
Locomotivă electrică tip "Electroputere"

- locomotivă – vehicul motor de cale ferată utilizat pentru remorcarea trenurilor.

- locomotivă cu abur  - locomotivă cu cilindru sau turbină, în care sursa de putere sunt vaporii de aburi, indiferent de tipul de combustibil utilizat.
- locomotivă diesel - locomotivă a cărei sursă de putere este un motor diesel, cu diverse tipuri de transmisie a puterii:

- locomotivă diesel-hidraulică - locomotivă diesel a cărei putere este transmisă la roți de o transmisie hidraulică⁠(en)[traduceți].
- locomotivă diesel-electrică - locomotivă diesel al cărei motor principal antrenează un generator electric ce alimentează motoare electrice care antrenează roțile.
- locomotivă diesel-mecanică - locomotivă diesel la care puterea este transmisă direct la roți; acest tip de transmisie este folosit doar pentru distanțe mici sau pentru manevră.

- locomotivă electrică - locomotivă cu unul sau mai multe motoare electrice, care primește curent din cabluri aeriene sau șine de contact, sau din acumulatori aflați în interiorul acesteia.

- locotractor – locomotivă cu motor Diesel de dimensiuni mai mic, utilizată pentru manevre în stații, fabrici, triaje, ateliere, uzine etc.
- longeron – element de susținere sub formă de bară sau grindă metalică aflat în componența unei locomotive.
- longrină de deraiere – șină fixată pe traverse, paralel cu șinele căii, pentru a reduce pericolul de deraiere la curbe și pe poduri.
- lumină de control - indicație luminoasa care servește la controlul stării și al modului de funcționare a unei instalații de telecomandă a macazurilor, a semnalelor feroviare etc.
- lungimea liniilor operate - lungimea totală a liniei operate pentru transportul de pasageri, transportul de mărfuri sau ambele.
- lungime utilă a liniei - lungimea unei linii, măsurată între mărcile de siguranță, sau între marca de siguranță și semnalul de ieșire, dacă acesta se află înaintea mărcii de siguranță.
- lungime virtuală – lungime rezultată prin transformarea unui traseu de cale ferată într-un traseu ipotetic (numai în palier și aliniament) și care servește la compararea mai multor trasee.

## M
- macaz – parte componentă a unui schimbător de cale ferată, constituită dintr-o pereche de ace mobile, suporturile pe care alunecă acestea și două șine fixe.
- macaz conjugat - macaz care nu se poate acționa decât dacă macazul sau sabotul cu care este în dependență se află în poziția stabilită prin programul de zăvorâre.
- macaz de acoperie - macazul care separă parcursurile de manevră sau circulație incompatibile.
- magistrală – arteră principală de circulație feroviară, caracterizată printr-un trafic intens.
- manevrant vagoane - persoana calificată și autorizată să execute operațiile de manevră a vehiculelor feroviare, în condiții de siguranță feroviară.
- manevră – ansamblu de operații necesare pentru compunerea și descompunerea trenurilor, pentru ducerea sau aducerea vagoanelor la și de la locul de încărcare și descărcare.

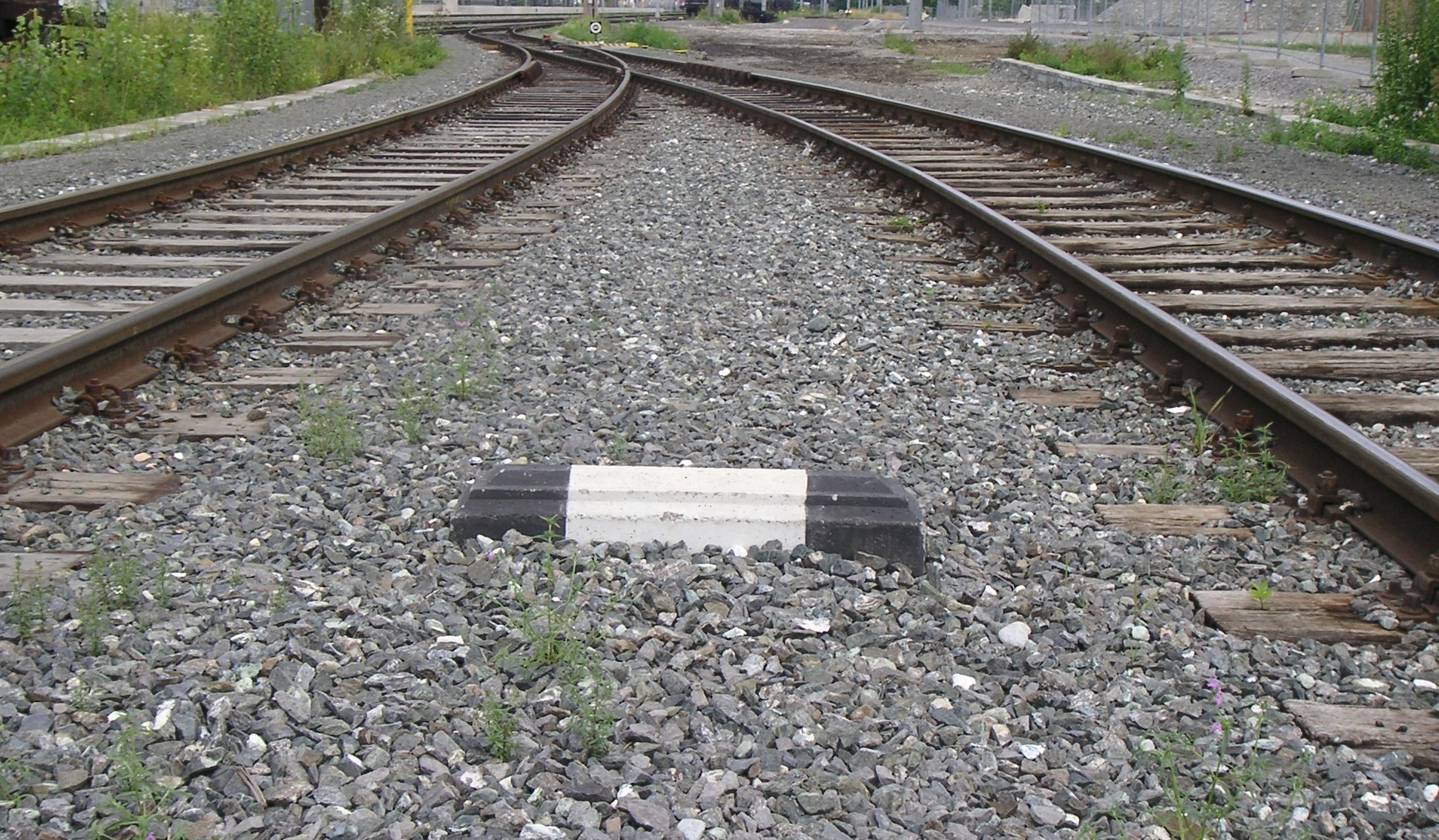
Marcă de siguranță

- marcă de siguranță – indicator, vopsit în culori vizibile, montat între două linii care se întretaie, pentru a marca locul până unde poate fi ocupată de vehicule una dintre linii, astfel încât să nu împiedice circulația pe linia cealaltă.
- marșrutizare – metodă de organizare a transporturilor feroviare, care constă în circulația trenurilor complete, fără desfacerea sau completarea acestora pe parcurs.
- material rulant – ansamblul vehiculelor care circulă pe calea ferată (material rulant motor: locomotive, automotoare și material rulant remorcat: vagoane de călători, de marfă, cisterne etc.).
- mărfar - vezi: tren de marfă.
- mărfuri periculoase - substanțe menționate în Regulamentul Internațional de Mărfuri Periculoase (RID), cum ar fi: materiale explozibile, inflamabile, toxice, radioactive etc.

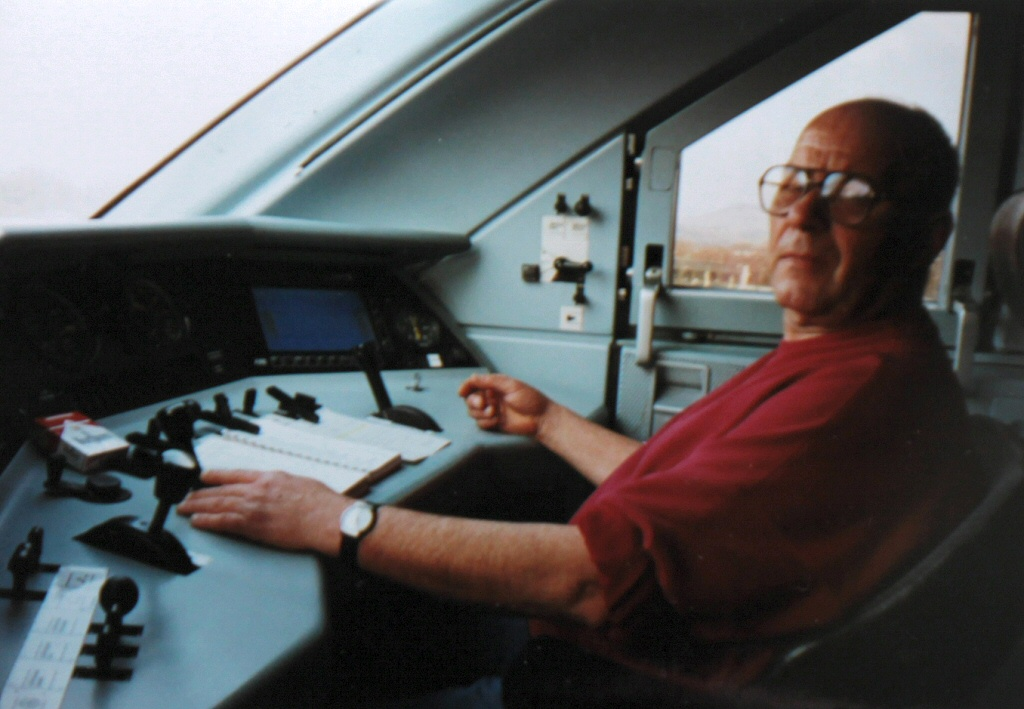
Mecanic pe un tren Intercity

- mecanic de locomotivă - persoană autorizată să conducă și să supravegheze diferitele tipuri de locomotive.
- mersul trenurilor – grafic în care este reprezentată circulația trenurilor, după un program stabilit, pe o perioadă de timp determinată.
- mesagerie:

- mod de organizare a transportului feroviar, în vagoane speciale, pentru asigurarea expedierii unor scrisori, obiecte etc.;
- oficiu de unde se dirijează expedierea mărfurilor.
- metropolitan – cale ferată urbană subterană pentru transportul în comun al persoanelor.
- metrou ușor - vehicul feroviar proiectat pentru utilizarea pe o linie de metrou.
- monorail – v. monoșină.
- monoșină – cale de rulare suspendată, alcătuită dintr-o singură șină, pe care se deplasează vehicule de construcție specială (sinonim: monorai).

## N

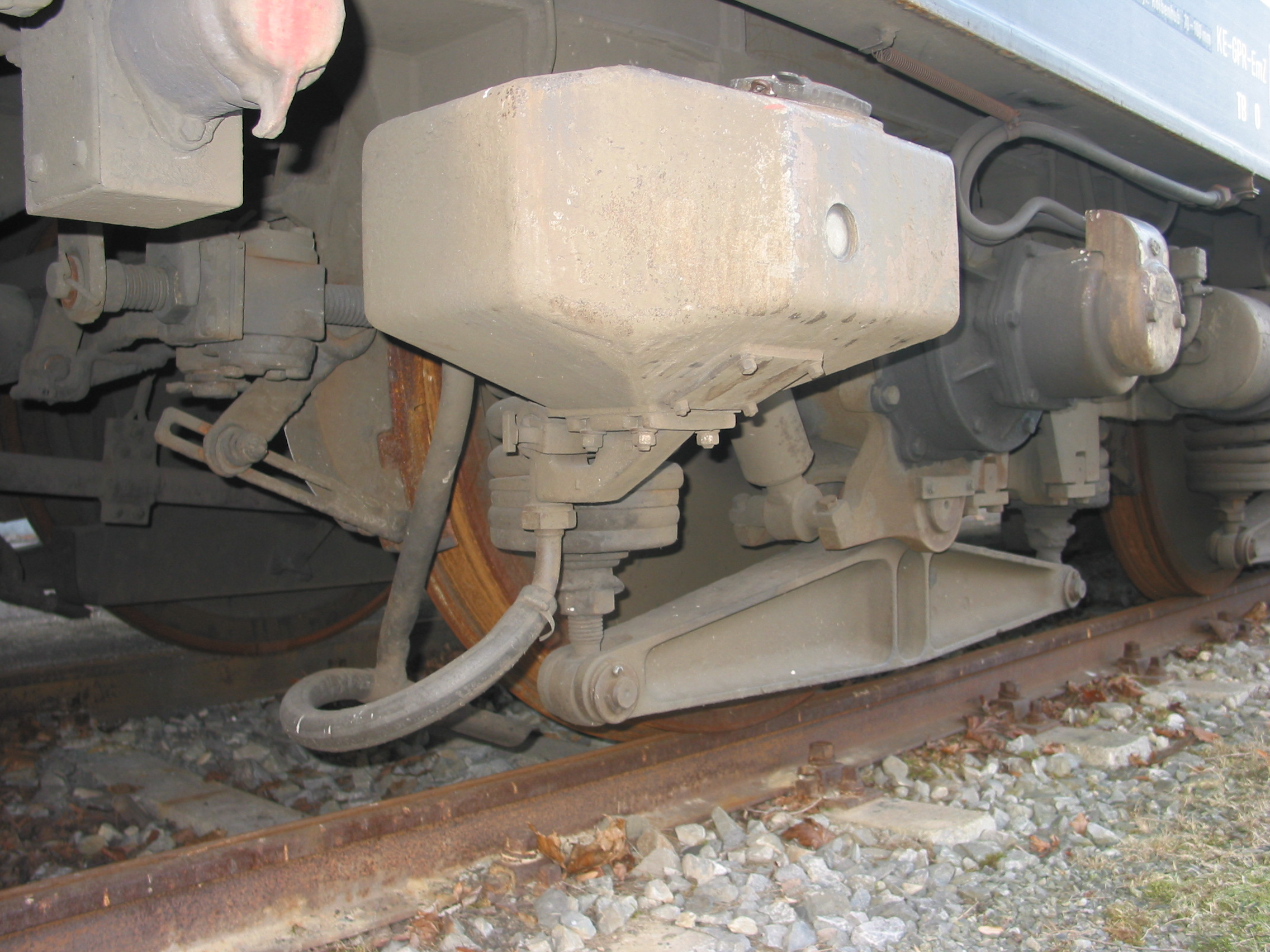
Nisiparul unei locomotive din cadrul Deutsche Bahn

- navetă – tren care efectuează drumul dus-întors, pe un anumit traseu, cu o anumită încărcătură.
- nisipar – aparat montat pe locomotivă, care distribuie nisip sub roțile motoare pentru mărirea aderenței.
- nivelator - vehicul feroviar utilizat la lucrări de mentenanță pentru a ajusta nivelul șinelor și a menține suprafața uniformă a căii ferate.
- nod de cale ferată – punct de intersecție a cel puțin trei linii de cale ferată, prevăzut cu instalații pentru a asigura tranzitul trenurilor, desfacerea sau cuplarea unor vagoane, încărcarea și descărcarea mărfurilor, deservirea călătorilor etc.
- notația Whyte - sistem de clasificare a locomotivelor după aranjamentul roților.

## O
- operator de circulație - persoana calificată și autorizată să conducă circulația trenurilor, pe secții de circulație în condiții de siguranță feroviară.
- operator (de transport) feroviar - operator de transport public sau privat care oferă servicii de transport de mărfuri și/sau pasageri pe calea ferată.

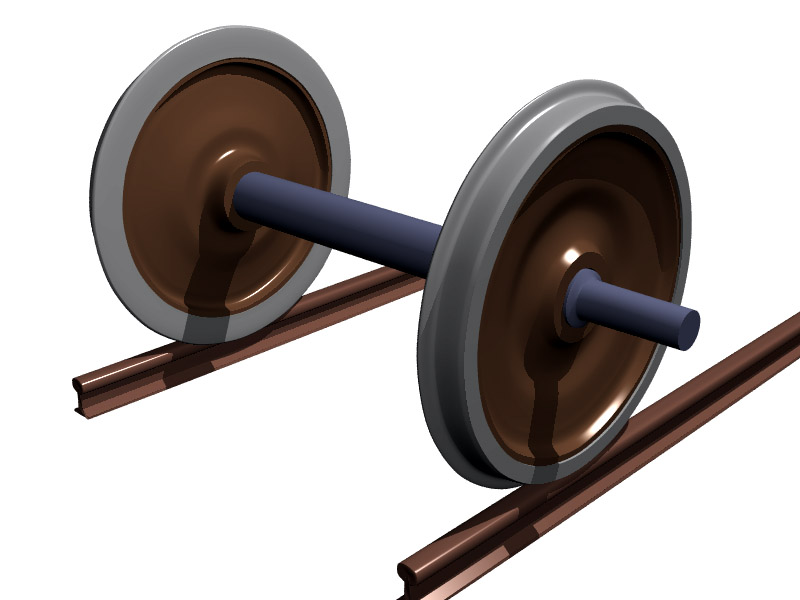
Osie rotitoare

- osie cuplată – osie de locomotivă legată mecanic (prin bielele de cuplare) cu osia motoare
- osie falsă – arbore montat în lagăre fixate pe cadrul unei locomotive, la înălțimea axei osiilor motoare; nu este prevăzută cu roți de rulare, ci servește numai la transmiterea momentului motor prin bielele cuplare.
- osie-kilometri – indice caracteristic în statistica feroviară, reprezentând produsul dintre numărul de osii ale unui vehicul feroviar sau tren în circulație și numărul de kilometri parcurși.
- osie liberă – osie de locomotivă asupra căreia nu acționează cuplul motor; este folosită pentru rulare și are rolul de a transmite căii o parte din greutatea locomotivei.
- osie motoare – osie asupra căreia acționează momentul motor pentru a asigura deplasarea vehiculului feroviar; acționarea se face prin transmisie mecanică, hidraulică sau electrică sau prin cuplarea directă a motorului cu osia.

## P
- palier – porțiune orizontală din traseul unei căi ferate.
- panou de cale – ansamblu constituit din două șine de cale ferată și din traversele pe care sunt montate acestea.
- panou de semnalizare - dispozitiv de semnalizare care indică mecanicului de locomotivă informații ca: viteza recomandată a trenului, distanța până la următorul semnal, direcția de mers, starea căii ferate etc.
- pantă - declivitate negativă, calea de comunicație între două puncte de pe aceasta care în sensul de parcurgere pierde din altitudine.

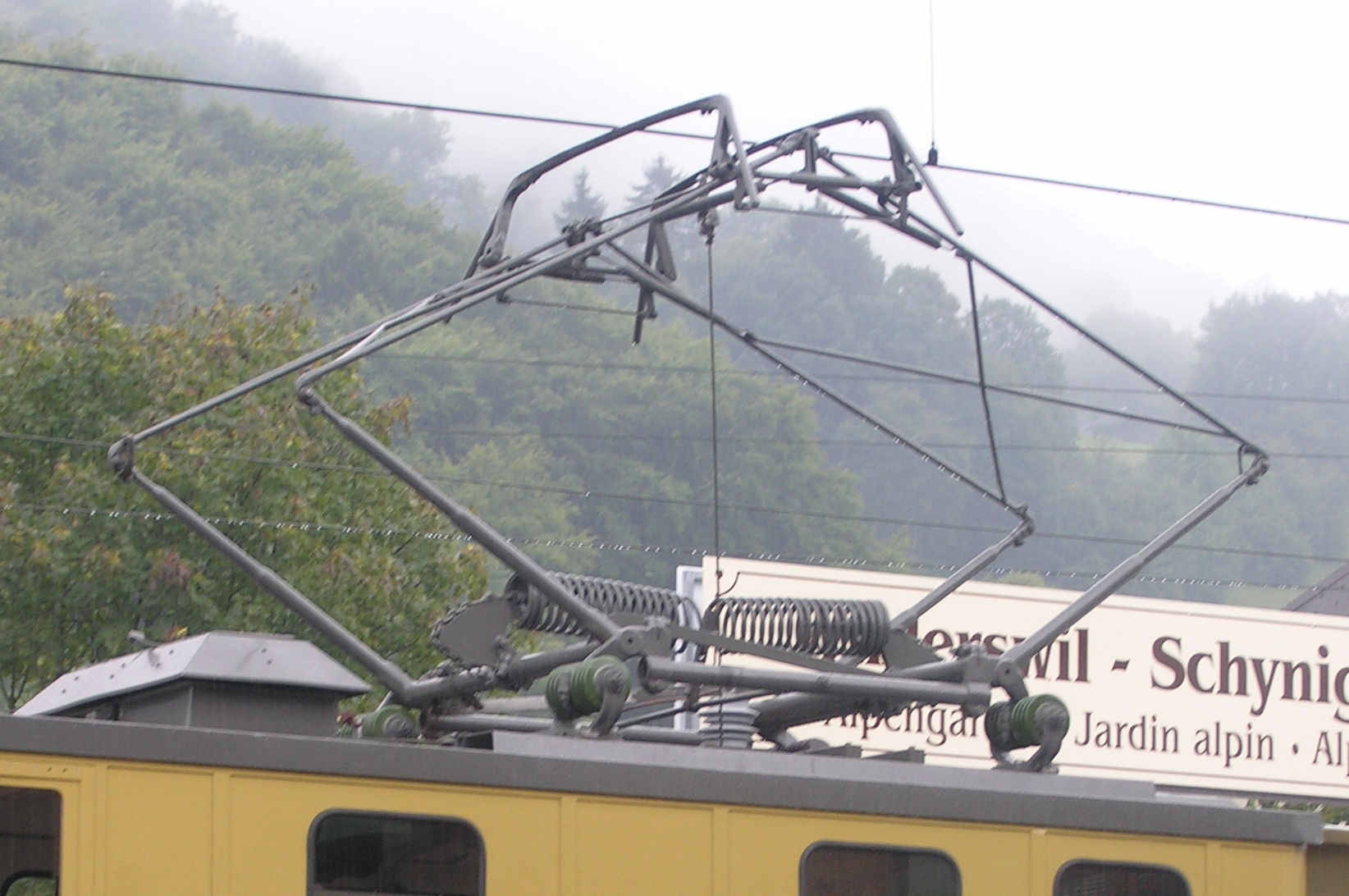
Pantograf

- pantograf - dispozitiv montat pe acoperișul locomotivei electrice, care face contactul între instalația electrică a vehiculului și rețeaua electrică fixă de alimentare.
- parapet - obstacol așezat la capătul unei linii ferate pentru ca trenul să nu mai poată înainta.
- paravânt – dispozitiv, format din plantații de arbori sau panouri de lemn, folosit pentru reducerea curenților de aer de-a lungul liniei unei stații de triaj.

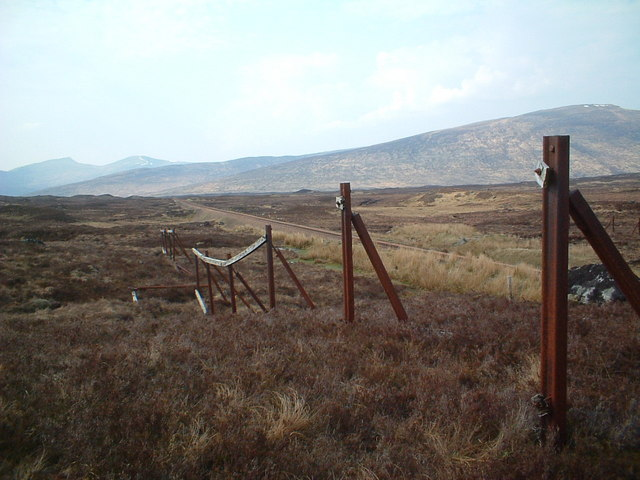
Parazăpezi în zona Corrour, Scoția

- parazăpadă – dispozitiv, format din plantații de arbori sau plase metalice, folosit pentru apărarea căilor ferate de înzăpezire.
- parcurs – distanța pe care o parcurge un tren de la plecare până la sosire; timpul necesar pentru a parcurge distanța respectivă, care este influențat de mai mulți factori, cum ar fi viteza trenului, starea căii ferate și eventualele opriri intermediare.
- parcurs de expediere - porțiunea de linie cuprinsă între primul vehicul din capul trenului ce se expediază și semnalul de intrare al stației din sensul opus pe direcția de mers.
- partidă - grup de vagoane legate între ele și trase de o locomotivă sau de mai multe locomotive, organizate în funcție de destinația finală sau de tipul de marfă transportată, formate de operatorii feroviari și transportatorii de mărfuri, care își organizează logistica în funcție de necesitățile clienților lor.

- partidă de manevră - formație compusă dintr-un conducător de manevră și cel puțin un agent de manevră care execută efectiv operația de legare - dezlegare a vagoanelor.

- pasaj – intersecție dintre o cale ferată și un drum rutier, amenajată la același nivel (pasaj de nivel) sau la nivele diferite (pasaj denivelat).
- pasarelă – pod îngust, așezat la înălțime, care permite trecerea pietonilor peste o cale ferată.
- pat de cale ferată – ansamblu format din straturile de materiale așezate pe platforma căii pentru fixarea liniei (stratul de nisip așezat direct pe platforma traversei și balastul care umple spațiul dintre traverse).
- patinare – alunecarea (patinare de alunecare) sau învârtirea pe loc (patinare de rostogolire) a roților motoare ale unei locomotive atunci când se depășește limita de aderență.
- pământ stabilizat – (la fundații de căi ferate) sol argilos amestecat cu diferite substanțe stabilizatoare, care în fac rezistent la acțiunea de levigare a apei.
- peaj - drept de a folosi o cale ferată străină pentru transportul de mărfuri cu vehicule proprii.
- peron – platformă amenajată în lungul liniilor de cale ferată, într-o stație, pentru a facilita urcarea și coborârea călătorilor din tren.

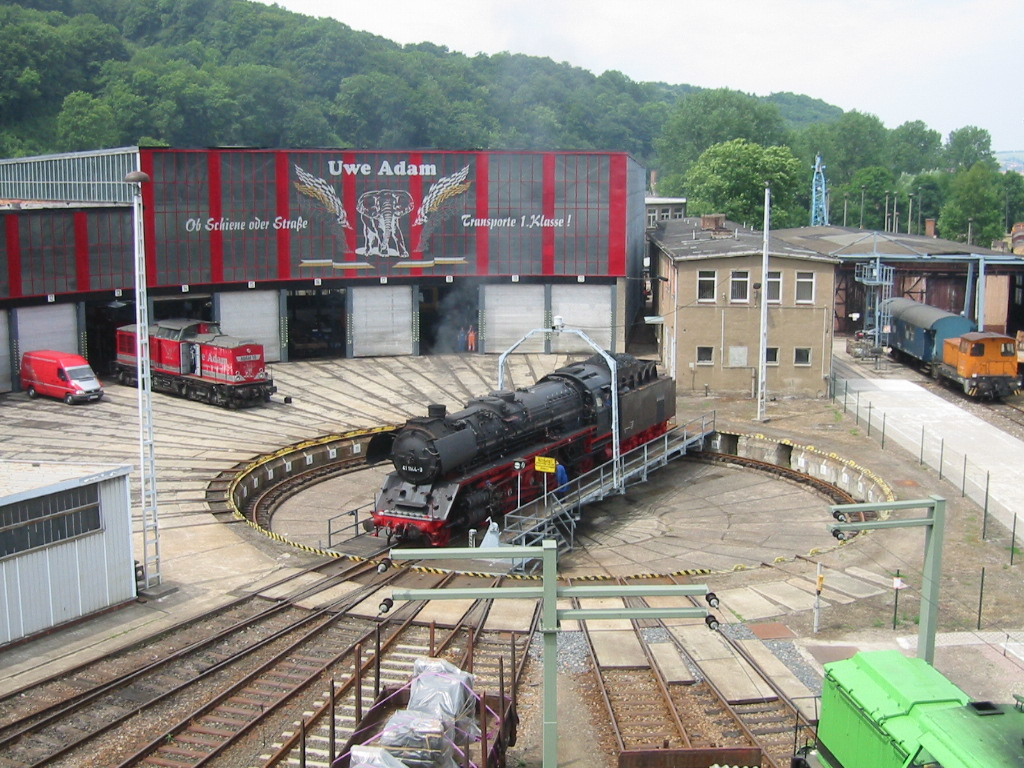
Locomotivă cu abur pe o placă turnantă

- pietriș – sediment constituit din fragmente de roci și de minerale, cu dimensiunile cuprinse între 2 mm și 20 cm, utilizat ca balast pentru terasamentele feroviare.
- pilot - persoană care conduce sau ajută la conducerea unor vehicule feroviare prin locuri dificile.
- pilotaj - încetinirea mersului unui tren din cauza nesiguranței, a unei avarii a vehicului sau a căii de rulare.
- placă învârtitoare – placă metalică de formă circulară sau pod cu tablier metalic, care se poate roti într-un plan orizontal în jurul unei axe verticale și care servește la întorcerea cu 180° a locomotivelor cu tender, la întoarcerea sau trecerea vehiculelor feroviare de pe o cale pe alta (sinonim: turnantă).
- plan de manevră - dispoziție scrisă sau verbală transmisă conducătorului manevrei de către impiegat sau operatorul de manevră, prin care se stabilesc operațiile de manevră ce urmează a fi executate precum și condițiile de efectuare a acestora.
- plug de zăpadă - vehicul echipat cu un dispozitiv pentru curățirea zăpezii de pe o cale ferată.
- pod-basculă - basculă prevăzută cu o platformă pe care se cântăresc, în stațiile de cale ferată, vagoanele încărcate cu marfă.
- portieră - ușă cu fereastră la un vagon.
- porțiune de linie slăbită - porțiunea de cale ferată care impune circulația trenurilor cu viteză redusă față de cea prevăzută în livretul cu mersul trenurilor.
- post de mișcare – loc special amenajat pentru deservirea circulației feroviare (cum ar fi: stațiile de cale ferată, haltele, posturile de macaz, posturile de barieră etc.)
- post de centralizare – încăpere sau clădire echipată cu instalații de manevră centralizată, de la care se comandă macazurile și semnalele unei stații de cale ferată.
- post de macazuri - post deservit de unul sau mai mulți agenți care manipulează macazurile aflate într-o anumită zonă din incinta stației și care servește la efectuarea circulației trenurilor și manevra vehiculelor feroviare.
- post de secționare - punct de-a lungul unei căi ferate electrificate în care există amplasate dispozitive care permit conectări sau secționări ale liniei de contact în cazul apariției unui defect (vezi și: zonă neutră).
- poza căii – caracteristică de construcție a suprastructurii unei căi ferate în ceea ce provește tipul de șină, distanța dintre traverse, lungimea panourilor de cale etc.
- pozarea căii – operația de executare a suprastructurii căi ferate, conform planului de poză a căii.
- punct de secționare – reper care delimitează sectorul în care nu trebuie să se găsească simultan două trenuri; exemple: stațiile de cale ferată, haltele de mișcare, semnalele de trecere ale blocului de linie etc.
- punte de comunicație - placă metalică rabatabilă folosită ca legatură între două vagoane.

## R
- racordare – legarea a două porțiuni ale unei căi ferate prin introducerea unui tronson, astfel încât circulația să se poată face cu viteze cât mai mari și în deplină siguranță.
- Railway Bill (RWB) - document de transport al unei mărfi, ce atestă că aceasta a fost primită spre încărcare pe calea ferată.
- ramă:

- ansamblu de vagoane cu posturi de conducere la ambele capete (vezi și automotor);
- garnitură de vagoane de metrou.
- rambleu - umplutură de formă regulată executată din pământ sau alte materiale de masă peste nivelul natural al terenului, servind la realizarea platformei căii.
- rampă

- porțiune înclinată a unei căi ferate parcursă în sensul urcării;
- declivitate, exprimată în procente, a unei căi în urcuș;
- platformă amenajată în stații pentru încărcarea și descărcarea vagoanelor.
- reaviz de sosire - comunicare, prin telefon, a orei, prin care impiegatul din stația care primește un tren, confirmă către impiegatul din stația vecină care a expediat trenul, că trenul a sosit complet și linia curentă a rămas liberă , oră care se înregistrează de aceștia în registrul unificat de căi libere comenzi și mișcare.
- rebandajare - înlocuire a bandajelor uzate ale roților unui vehicul feroviar.
- rebrusment – schimbarea direcției traseului unei căi, astfel încât cele două ramuri ale liniei să admită o tangentă comună, în punctul de schimbare a direcției.
- rectificarea căii – ansamblul lucrărilor de readucere în poziție corectă, la forma și dimensiunile regulamentare, a șinelor care s-au deformat ori s-au deplasat în cursul exploatării.
- refacția căii – ansamblul lucrărilor efectuate pentru reconstruirea unei linii când șinele acesteia au suferit o uzură peste limita admisibilă sau când traficul și viteza de circulație au depășit valorile admise.
- remizare - operația de garare a unei locomotive pentru un interval de timp programat între două utilizări succesive, pe o linie special destinată.
- remiză - construcție prevăzută cu instalații de spălare și de ventilare, precum și cu un mic atelier de reparații, folosită pentru adăpostirea locomotivelor, a vagoanelor etc.
- remorcă de automotor - vehicul de pasageri fără capacitate de remorcare cuplat la unul sau mai multe automotoare.
- reparație cu ridicare - remedieri ale defectelor la material rulant prin ridicarea cutiei (a caroseriei).
- restricție de viteză - reducerea vitezei de circulație stabilite pentru o anumită porțiune de cale ferată.
- rețea feroviară - toate căile ferate dintr-o anumită regiune; vezi și: segment de rețea feroviară.
- revizie a căii ferate⁠(d) - operațiune de întreținere a infrastructurii feroviare care constă în verificarea elementelor componente ale șinelor și a altor elemente de fixare a acestora, a traverselor, a balastului și a altor elemente care compun calea.
- revizie parțială - verificare din mers, printr-o privire de ansamblu, a sălii mașinilor, fără intrare în sală (aspect, miros, zgomot, fum) de către mecanicul ajutor.
- revizie totală - verificarea de ansamblu a sălii mașinilor, în timpul staționării locomotivei, prin parcurgerea întregului perimetru al sălii.
- revizor vagoane - persoana autorizată care efectuează reviziile tehnice ale vagoanelor, în vederea asigurării condițiilor de siguranță pentru circulația trenurilor sau executarea manevrelor.
- rezistență caracteristică – rezistența maximă pe care o opune o linie la înaintarea unui tren, datorită rampelor și curbelor, pe distanța dintre două stații; cu ajutorul acesteia se determină încărcarea cu care poate circula trenul.

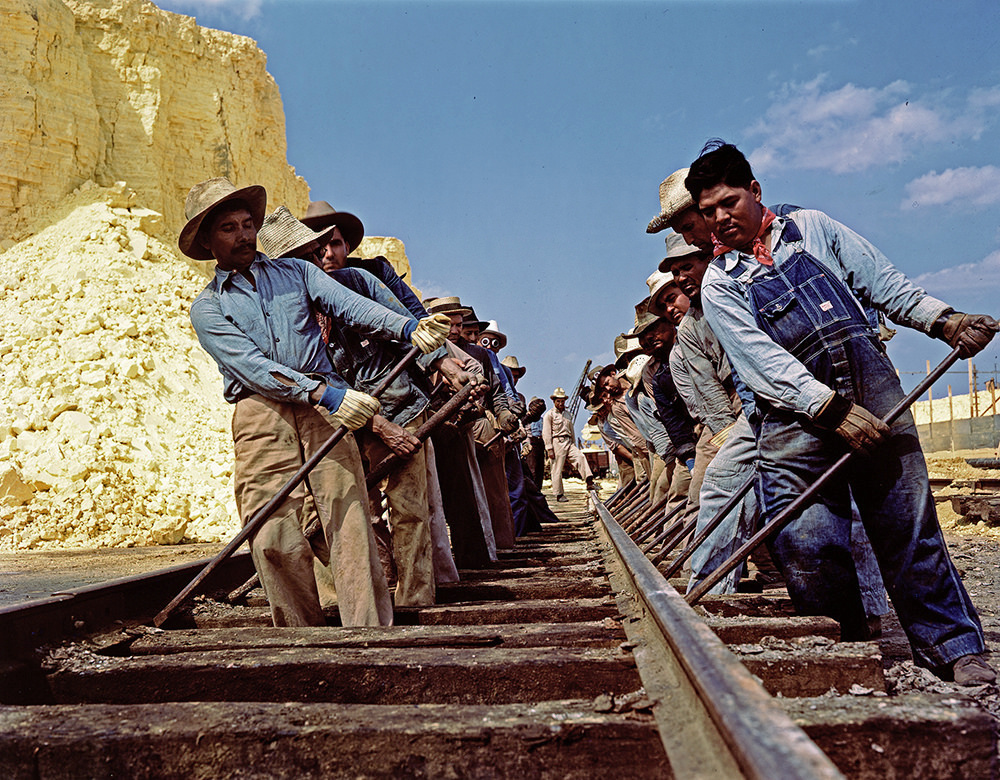
Riparea manuală a unei căi cu ajutorul răngilor

- riparea căii – deplasare pe orizontală a unei linii ferate pentru aducerea pe poziția corectă, conform proiectului sau pentru realizarea unui nou traseu.
- rupere în mers⁠(d) - decuplare accidentală a unuia sau mai multor vagoane în timpul mersului.

## S

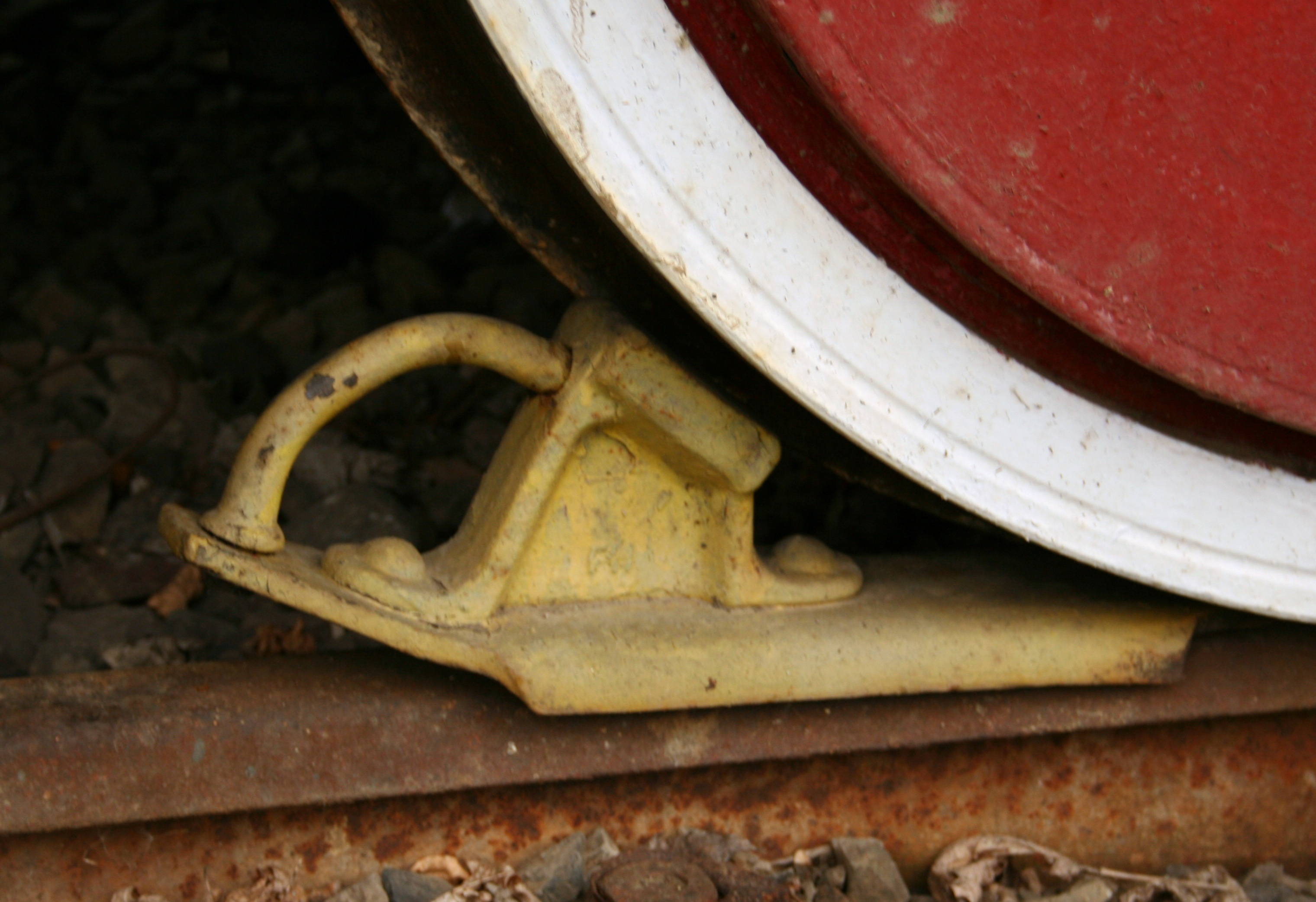
Sabot fixat la roata unei locomotive

- sabot – dispozitiv montat pe una dintre șine în scopul frânării, respectiv al opririi vagoanelor.
- sabot de deraiere - dispozitiv amplasat în afara căii la un fir al liniei care, prin așezare pe șină provoacă deraierea roții vehiculului care se angajează peste el.
- SAT - instalație de semnalizare automată fără semibariere care emite semnale optice și acustice la aproprierea trenului de o trecere la nivel, în scopul interzicerii circulației rutiere.
- scarp(ă):

- plantație de protecție pe marginea unei căi ferate;
- terasament în rambleu.
- schimbător de cale – dispozitiv (alcătuit din: macaz, inimă de încrucișare, șinele intermediare și aparat de manevră) aflat la intersecția a două linii și care a permite trecerea materialului rulant de pe o linie pe alta.
- schimbător de mers – dispozitiv de comandă a organelor de distribuție al mecanismului unei locomotive cu abur, cu ajutorul căruia se poate inversa sensul de mers al locomotivei.

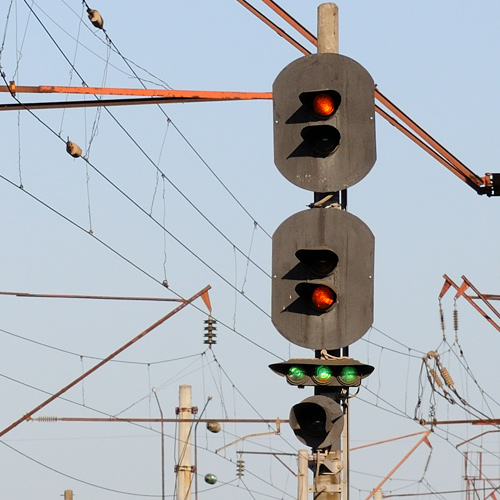
Semafor feroviar de intrare

- scrisoare de transport – înscrisul constatator al contractului de transport de mărfuri.
- sector de bloc - distanța cuprinsă între două semnale luminoase consecutive de trecere ale blocului de linie automat.
- secțiune izolată - porțiune de cale ferată (sau aparat de cale), cu control electric, care se delimitează prin joante izolante.
- segment de rețea feroviară - linie ferată specifică care conectează două sau mai multe puncte geografice de referință; are un punct de pornire și de sosire, care poate fi o trecere la nivel de cale ferată, o frontieră națională sau o stație feroviară.
- semafor – aparat de semnalizare instalat de-a lungul unei căi ferate pentru a da informații (prin diferite poziții ale unor brațe sau prin lumini de diverse culori) privind dirijarea circulației materialului rulant.
- semiacuplare - cuplarea a două conducte de aer.
- semnal – indicație optică prin care se transmit instrucțiuni referitoare la circulația materialului rulant.
- semnal de alarmă - dispozitiv, montat în fiecare vagon la trenurile de călători care, în caz de primejdie, poate fi pus în funcție de orice călător.
- semnalizare⁠(d) - sistem de semnale și dispozitive de siguranță care comunică informații esențiale despre calea ferată și trenurile care circulă pe aceasta, pentru a asigura siguranța circulației feroviare și care cuprinde semafoare, panouri de semnalizare, indicatoare de viteză, dispozitive de control al traficului, sisteme de avertizare sonore și alte dispozitive de siguranță.
- siguranța circulației - ansamblul de măsuri prin care se realizează circulația trenurilor și efectuarea manevrelor fără pericol pentru călători, pentru bunurile încredințate la transport, pentru infrastructura și vehiculele feroviare, precum și pentru mediul înconjurător.
- sistem de control al vitezei - dispozitiv de siguranță care acționează automat frânele de urgență ale trenului în cazul în care acesta depășește o anumită limită de viteză; prescurtare: ATC (Automatic Train Control).
- soluția spaniolă - stație cu peroane dispuse de o parte și de alta a liniei, pentru a ușura îmbarcarea și coborârea; pasagerii urcă în vagon de pe unul din peroane și coboară pe celălalt.
- stație de cale ferată – punct de oprire a trenurilor pe o linie de cale ferată în scopul urcării și coborârii călătorilor, încărcării și descărcării mărfurilor, efectuării operațiilor de compunere și descompunere a trenurilor etc.
- stație de cale ferată centralizată – stație în care realizarea unui parcurs se face de la un post central de comandă.

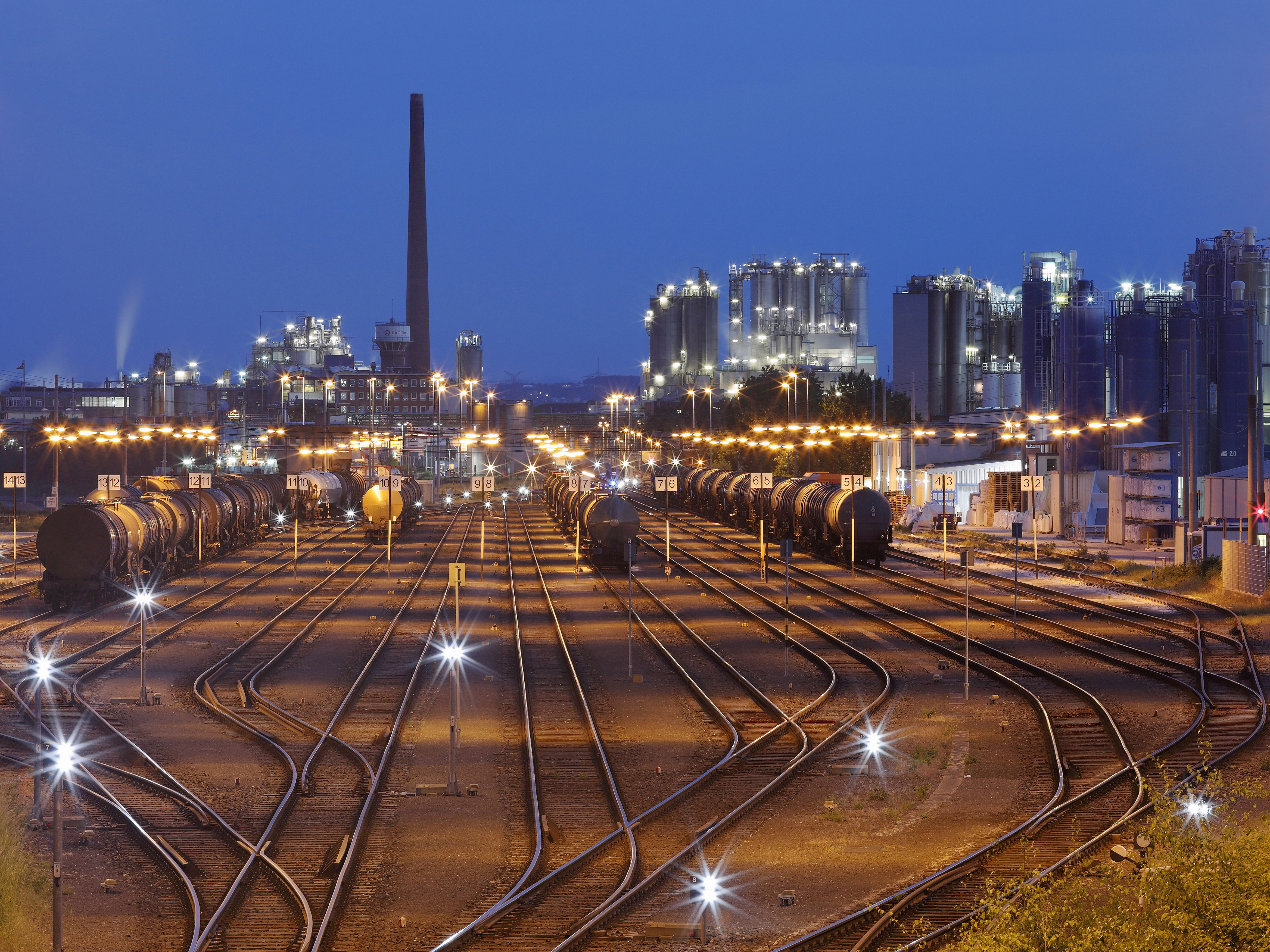
Stație de triaj lângă Köln

- stație de triaj – vezi gară de triaj.
- stâlp de fluier - stâlp vopsit alternativ în alb și negru și care atrage atenția mecanicului (care va fi obligat să dea un semnal acustic) că va circula peste o trecere de nivel, peste un pod sau va intra într-un tunel (altă denumire: indicator de fluier).
- substație de tracțiune - stație electrică ce realizează racordarea la sistemul național energetic la cel propriu al unei căi ferate electrificate.
- suflaj – corectarea deformațiilor unei linii prin introducerea de pietriș sub traverse în scopul aducerii șinelor la cota inițială.
- supraînălțare – diferența de nivel dintre șina din exteriorul și cea din interiorul curbei unei linii de cale ferată.
- supralărgire – mărire a ecartamentului pe porțiunile curbe ale liniei în scopul asigurării înscrierii în curbă a materialului rulant și al asigurării siguranței circulației.
- suprastructura căii – ansamblul elementelor din construcția unei căi ferate care se găsesc deasupra platformei căii: stratul de balast, traversele, șinele, instalațiile de cale etc.
- suspensie catenară - vezi: catenară.

## Ș
- șanț colector – șanț executat lateral, în lungul unei căi ferate sau a îngropării în teren a unui cablu.
- șanț de drenaj – șanț executat pentru colectarea și evacuarea apei de infiltrație.
- șanț de gardă – șanț executat pe un versant, la o cotă superioară față de calea ferată.
- șef de stație - persoană calificată și autorizată aparținând administratorului sau gestionarilor infrastructurii feroviare și care are responsabilități privind activitatea de circulație și manevră și care administrează una sau mai multe stații de cale ferată.

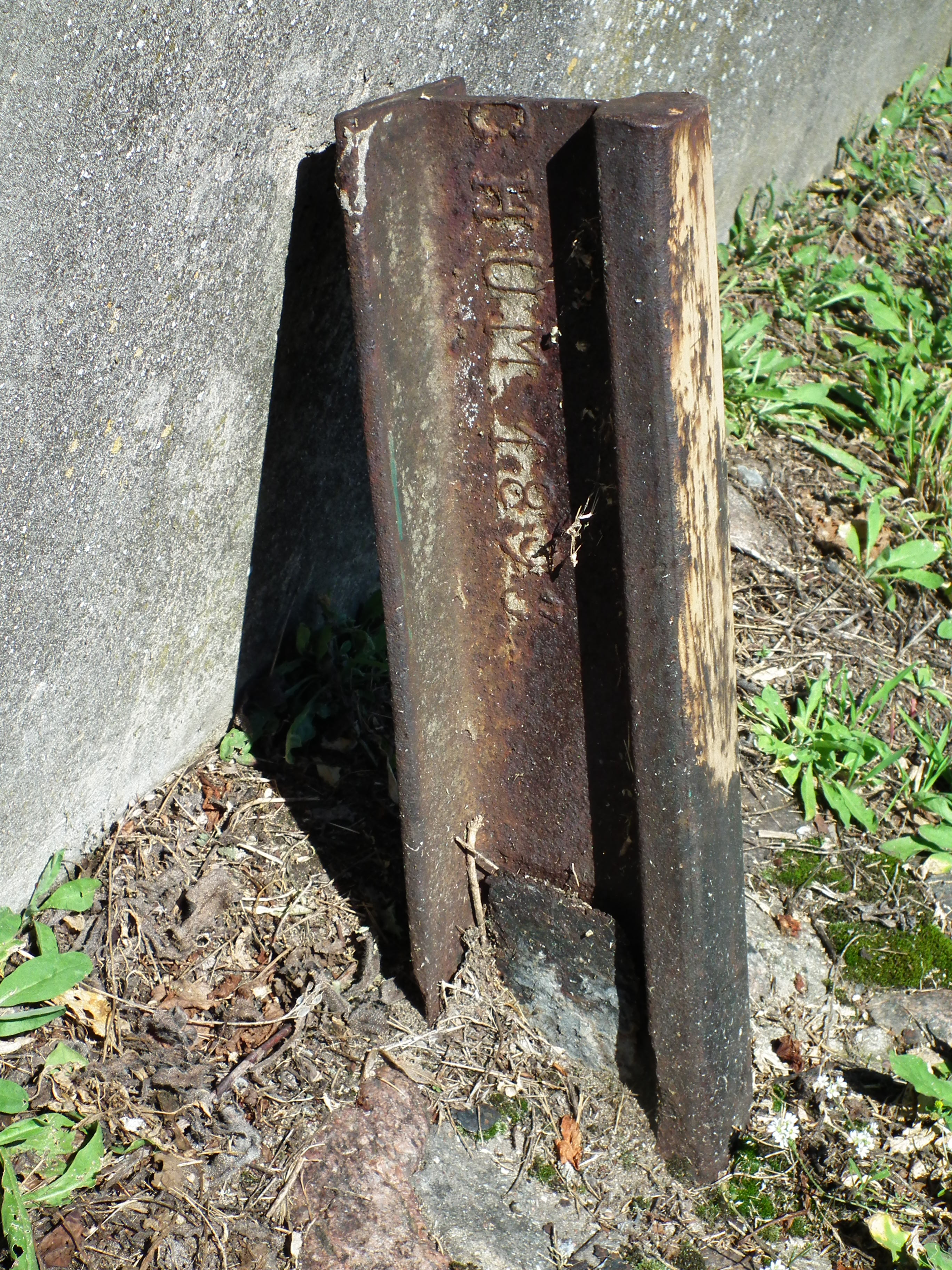
Cupon de șină

- șină – piesă de forma unei bare din oțel special, care constituie principalul element constructiv al unei căi ferate și care are rolul de a susține și de a ghida roțile vehiculelolor de cale ferată.

## T
- talonare - manevrarea de către roțile unui vehicul de cale ferată a acelor unui macaz, prin atacare falsă pe la călcâi.
- tampon – piesă fixată pe traversa frontală a unui vehicul feroviar, care are rolul de a menține o anumită distanță între vehiculele cuplate și de a prelua șocurile dintre acestea în timpul mersului.
- tangaj - mișcare oscilatorie a unui vehicul feroviar de înclinare în jurul unei axe transversale.
- tender⁠(d) – vagon atașat în spatele locomotivei cu abur și care servește la depozitarea combustibilului și apei necesare în timpul mersului.
- terasament:

- lucrare de pământ executată în scopul extragerii unor materiale necesare fundațiilor, rambleurilor etc;
- totalitatea construcțiilor (din pământ sau din roci) care constituie infrastructura unei căi ferate.
- terminal - loc într-o gară pentru plecarea sau sosirea pasagerilor.

- terminal de transport feroviar intermodal - locație amenajată pentru transbordarea și stocarea unităților de transport intermodal (UTI) între diferite moduri, unul dintre acestea fiind linia ferată.

- tip de șină - codificare generică a șinelor de cale ferată, indicată prin masa unui cupon de șină cu lungimea de un metru, exprimată în kilograme.

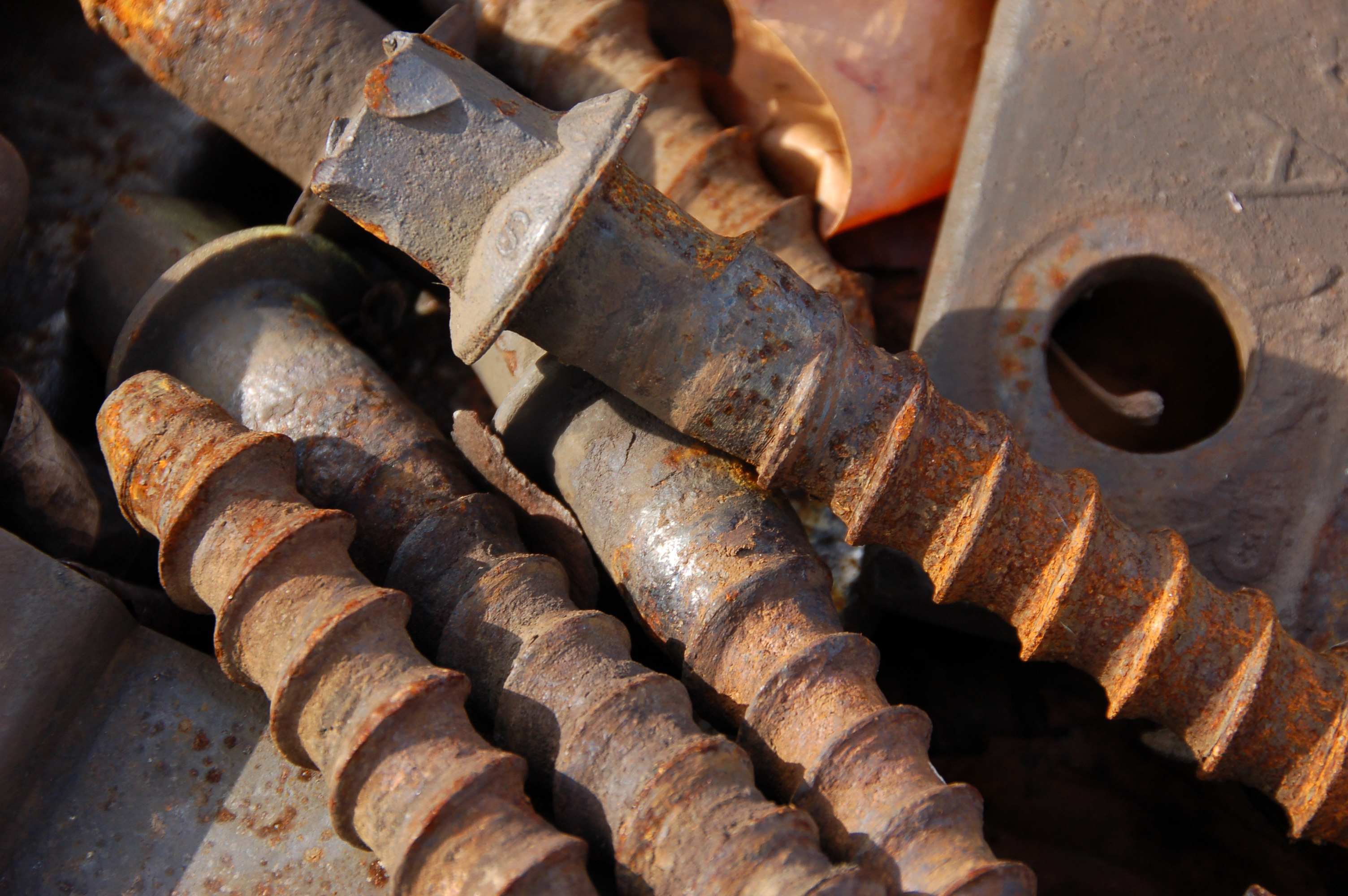
Tirfoane

- tirfon⁠(d) – șurub de fromă specială, cu filet triunghiular folosit pentru fixarea șinelor pe traverse.
- tonaj – greutatea tuturor vagoanelor care formează un tren.

- tonaj brut: cuprinde greutatea proprie a vagoanelor plus cea a încărcăturii;
- tonaj net: reprezintă numai încărcătura vagoanelor.
- tonă-kilometru – unitate de măsură pentru exprimarea volumului transportului pe o linie de cale ferată și care reprezintă produsul dintre tonajul trenurilor și distanțele parcurse.

- tonă-kilometru oferită - unitate de măsură care reprezintă deplasarea unei tone de capacitate disponibilă într-un vagon care efectuează serviciile pentru care a fost proiectat pe o distanță de un kilometru.

- tracțiune - serviciu care dirijează locomotivele și personalul de conducere.
- trafic feroviar - deplasare a unui vehicul feroviar pe linii operate.
- transbordare:

- transferare, cu ajutorul unui transbordor a vagoanelor sau locomotivei unui tren de pe o linie pe alta, când cele două linii nu au legătură directă;
- schimbare a trenului când circulația pe o cale ferată s-a întrerupt într-un anumit loc.
- transbordor - platformă deplasabilă pe șine, care servește la transbordare.
- transport feroviar -  deplasarea pasagerilor și bunurilor pe calea ferată, folosind locomotive și vagoane special concepute.
- transport intermodal - metodă de transport internațional cu ajutorul containerelor și care implică diferite moduri de transport: transport rutier, cale ferată, transport aerian, transport maritim, etc.
- trasă – diagramă a mișcării unui tren, înscrisă în graficul de circulație a trenurilor pe o linie de cale ferată.
- traversă - piesă în formă de grindă, confecționată din lemn, din beton armat sau din metal, pe care se așază șinele unei căi ferate.
- traversă dansantă - grindă mobilă, așezată între grinzile intermediare ale cadrului unui vehicul de cale și pe care se sprijină șasiul acestuia.
- trecere la nivel⁠(d) - intersecția dintre o cale ferată și o șosea, ambele aflate la același nivel (deci fără ca una din cele două căi de comunicație să treacă printr-un tunel sau pod).

- trecere la nivel privată - trecere utilizată, în general, pentru accesul la un tren sau la o activitate; în acest loc, în mod normal, trebuie limitat accesul publicului.
- trecere la nivel publică - trecere pe unde publicul are voie să traverseze calea ferată cu condiția respectării măsurilor de securitate aferente.

- tren - convoi de vagoane, vagonete trase sau împinse de unul sau mai multe vehicule motoare (numite locomotive).

- tren automotor - tren local sau de lux, format din unul sau din două vagoane, care utilizează un motor propriu în locul locomotivei.
- tren blindat - tren protejat de blindaj și utilizat în război, fiind dotat cu armament sau cu dormitoare pentru militari.
- tren de călători - tren ce conține numai vagoane de călători, uneori și vagoane de dormit, având un program fix (cu excepția trenurilor speciale); sinonim: tren de pasageri.

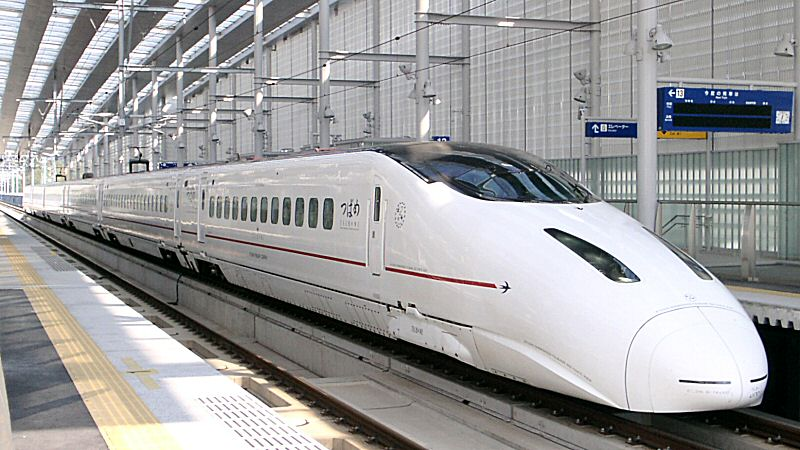
Trenul de mare viteză Shinkansen Seria 800

- tren de mare viteză - tren care se poate deplasa cu peste 200 km/h, pentru aceasta având o infrastructură specială (cale ferată de mare viteză); exemple: TGV, Shinkansen, ICE, Eurostar.
- tren de marfă - tren care nu transportă călători, ci mărfuri, având vagoane de anumite tipuri, cum ar fi: vagoane pentru cereale, vagoane-cisternă, vagoane frigorifice, vagoane-platformă etc. (sinonim: mărfar).
- tren de navetă - vezi tren metropolitan.
- tren de noapte - tren care circulă pe timp de noapte și conține spații de dormit pentru pasageri.
- tren de pasageri - vezi: tren de călători.
- tren-kilometru - unitate de măsură care reprezintă deplasarea unui tren pe o distanță de un kilometru.
- tren metropolitan - tren de pasageri care deservește o zonă metropolitană, facilitând transportul în comun între suburbii și un oraș central; alte denumiri: tren suburban sau tren de navetă.
- tren pendular⁠(d) - vezi vehicul feroviar pendular.
- tren pentru intervenții la incendii - garnitură feroviară destinată stingerii incendiilor, dar și pentru intervenții la alte tipuri de avarii, accidente, deraieri, inundații și alte calamități naturale.
- tren suburban - vezi tren metropolitan.

Triunghi feroviar

- triaj - stație tehnică situată într-un nod de cale ferată⁠(d), care cuprinde multe linii și în care se face primirea, descompunerea, trierea și formarea trenurilor de marfă.
- triunghi feroviar - joncțiune feroviară, în triunghi, a trei linii feroviare

## U
- unghi de greutate - unghiul format de direcția axelor roților unei locomotive sau a unui vagon cu direcția orizontală.
- unghi mort - termen utilizat în cazul dispozitivelor de semnalizare pentru a descrie o zonă de cale ferată în care semnalul nu poate fi văzut de mecanic.
- Uniunea Internațională a Căilor Ferate - organizație non-guvernamentală internațională de transport feroviar.
- ușă de acces - ușă pe lateralul unui vagon care permite accesul pasagerilor în interior.
- utilaje de întreținere a căii - utilaje specializate folosite pentru întreținerea și reparația căii ferate, inclusiv mașini de șlefuit șinele, excavatoare, vehicule pentru repararea liniei de cale ferată etc.

## V
- vagon - vehicul care se deplasează pe calea ferată, folosit pentru transportul călătorilor, al mărfurilor sau pentru alte utilizări.

- vagon acoperit - vagon caracterizat prin construcție închisă, cu acoperiș și părți laterale închise integral, care poate fi încuiat și/sau sigilat.
- vagon-cisternă - recipient de formă cilindrică montat pe șasiu, folosit pentru transportul lichidelor pe calea ferată.
- vagon cușetă - vagon de călători care oferă condiții de dormit elementare.
-  vagon de bagaje - vagon special amenajat pentru transportul bagajelor (mai voluminoase).

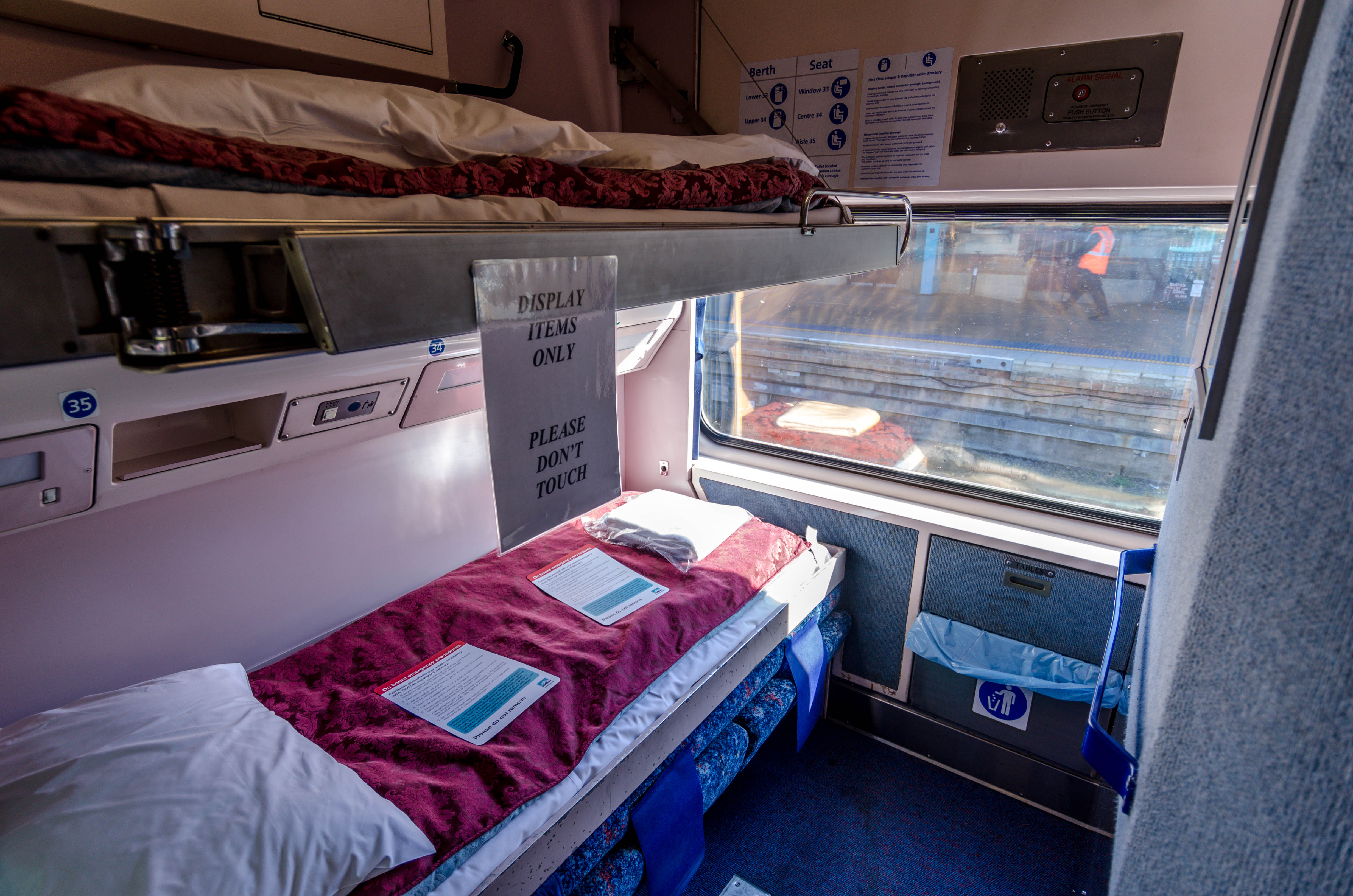
Interiorul unui vagon de dormit din Australia

- vagon de dormit - vagon cu cabine în care sunt instalate paturi pentru dormit.
- vagon de marfă - vehicul feroviar destinat în mod normal transportului de mărfuri.
- vagon de serviciu - vagon destinat personalului de tren.
- vagon frigorific - vagon izolat care utilizează o sursă de răcire ca: gheață naturală, gheață carbonică, gaze lichefiate etc.

- vagon frigorific mecanic - vagon izolat dotat cu propriul său dispozitiv de refrigerare sau deservit în comun cu alte astfel de vagoane de către un sistem extern de refrigerare.

- vagon izolat - vagon acoperit a cărui construcție prevede pereți, uși, planșee și acoperiș izolate pentru a preveni schimbul de căldură între interiorul și exteriorul acestuia.
- vagon încălzit - vagon dotat cu dispozitiv de încălzire.
- vagon pentru transport intermodal - vagon construit sau echipat special pentru transportul unităților de transport intermodal sau altor autovehicule pentru transportul de mărfuri.
- vagon plat - vagon fără acoperiș sau părți laterale, sau vagon fără acoperiș sau cu părți laterale de maxim 60 cm, sau vagon anti-ruliu de tip normal sau special.
- vagon privat - vagon care nu aparține unei companii feroviare, fiind închiriat unui terț.
- vagon restaurant - vagon amenajat pentru a servi ca restaurant.
- vagon siloz - vagon pentru transportul în vrac al produselor pulverulente precum ciment, făină, gips etc.

- vagonet - vehicul care se deplasează pe o cale ferată îngustă și care este folosit pentru transportul materialelor în mine, în cariere, pe șantiere etc.
- vehicul feroviar - echipamente mobile care rulează exclusiv pe șine și care se deplasează fie cu ajutorul puterii proprii (vehicul de tractare), fie remorcate de alt vehicul (vagoane de călători, remorci de automotoare, furgoane și vagoane de marfă).

- vehicul feroviar convențional - vehicul feroviar care nu este proiectat să circule pe linii modernizate de mare viteză, dar care este capabil să atingă o viteză maximă operațională de aproximativ 200 km/h.
- vehicul feroviar de mare viteză - vehicul feroviar proiectat să opereze la o viteză de cel puțin 250 km/h pe linii de înaltă viteză dedicate.
- vehicul feroviar de tracțiune - vehicul feroviar echipat cu motor, destinat remorcării altor vehicule (locomotivă) sau pentru remorcarea altor vehicule și pentru transportul de pasageri și/sau marfă (automotor).
- vehicul feroviar pendular - vehicul feroviar prevăzut cu mecanism de înclinare (asemeni unui pendul) care permite compensarea forței centrifuge din curbe.

- viteză maximă de operare - cea mai mare viteză permisă în timpul desfășurării activităților comerciale, având în vedere caracteristicile tehnice ale infrastructurii.

## Z

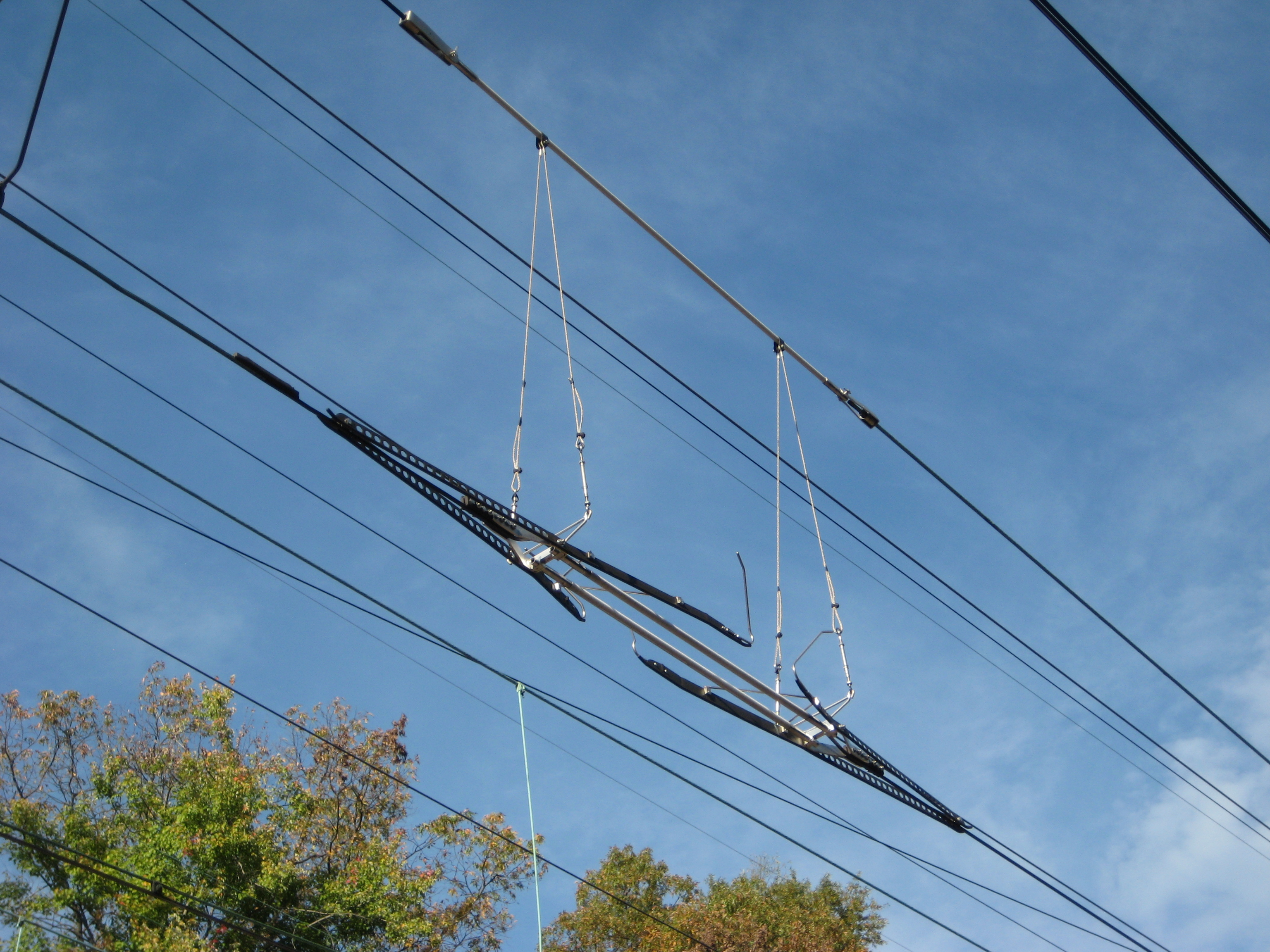
Zonă neutră

- zonă neutră (izolată) - porțiune scurtă, în care firul de contact este înlocuit de o porțiune izolată (și deci locomotiva electrică este lipsită de alimentare), fiind de fapt zona de separație a sectoarelor alimentate de două substații de tracțiune diferite (vezi și: post de secționare).
- zonă protejată - zonă care conține instalația sau instalațiile la care se execută lucrări și în care s-au luat măsuri, de către personalul unității de exploatare, menite să împiedice apariția accidentală a tensiunii.